# Ислам в Российской империи

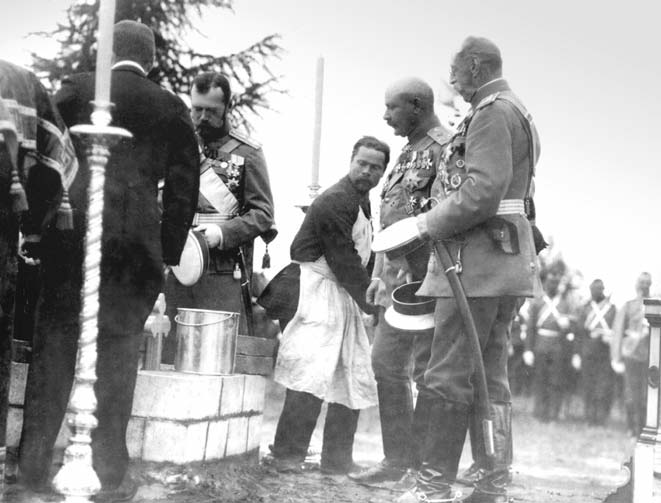
Император Николай II, мусульманин Г. Х. Нахичеванский и барон В. Б. Фредерикс при закладке церкви, 6 августа 1907 года

Ислам в Российской империи — вторая по численности верующих религия Российской империи. К 1917 году в Российской империи было около 20 млн мусульман (преимущественно суннитов). Мусульманские народы в Российской империи находились в разном правовом положении. Татары и башкиры по своим правам были близки к русским и призывались в российскую армию. Горцы Северного Кавказа и казахи были ограничены в правах, а жители протекторатов — Хивинского ханства и Бухарского эмирата — вообще не были подданными Российской империи. В первой половине XVIII века власти России безуспешно пытались принудительно христианизировать мусульман. С середины XVIII века по середину XIX века российские власти поддерживали исламизацию степных окраин (Казахстана) через татарских мулл. С конца XIX века шли русификация мусульман Российской империи и постепенная замена традиционных мусульманских институтов (в том числе судов) на общеимперские.
К 1917 году сформировался лояльный властям слой консервативного мусульманского духовенства (часть которого получала казенное жалованье). Мусульманская оппозиция к 1917 году была небольшой и вела борьбу как против властей, так и против лояльного им духовенства. Политическая активность российских мусульман была небольшой — в революции 1905—1907 годов, мусульмане не сыграли существенной роли, в Государственных думах мусульманские депутатские фракции были малочисленны. В целом мусульманское население было лояльным царской власти. Их лояльность проявилась в Первую мировую войну, когда подавляющее большинство российских мусульман не поддержало призывы к джихаду, провозглашённые духовенством Османской империи.
В Российской империи к 1917 году сформировалась развитая мусульманская культура: развитое книгоиздание и периодическая печать, множество мечетей, система мусульманского образования. Властями России поддерживался хадж. Вместе с тем в среде мусульманской интеллигенции на рубеже XIX—XX веков существовало движение за обновление мусульманской общины (джадидизм). Оно боролось против консервативного мусульманского духовенства. Февральскую революцию 1917 года мусульманская интеллигенция поддержала. Вместе с тем, недовольство части мусульман вызывало переселение на рубеже XIX—XX веков на их земли русскоязычных. В результате к 1917 году существовали конфликты на почве земельных отношений между мусульманами и христианами, поселившимися на некогда мусульманских землях. Эти конфликты существовали между столыпинскими переселенцами и мусульманами Казахстана и Киргизии, а также между горцами Северного Кавказа и казаками.

## История ислама в Российской империи
В момент провозглашения России империей страна включала ряд мусульманских земель в Поволжье и Приуралье. Кроме того, Россия на юге граничила с мусульманскими государствами — Крымским ханством, полунезависимыми государствами Северного Кавказа, жузами Казахстана. Причем мусульманские местности России находились рядом с границей. В частности, это касалось Башкирии, граничившей с казахской степью.
Ситуация усугублялась тем, что духовный центр ислама находился в Османской империи, государстве, с которым Россия вела войны. В XVIII веке власти России активно расширяли контроль над мусульманами — были подавлены последние башкирские восстания, под покровительство России перешли мусульмане казахских степей, присоединено было Крымское ханство. В XIX веке Россия присоединила Кавказ, а также казахские степи и часть Средней Азии. Однако в Средней Азии были сохранены в качестве протекторатов России Хивинское ханство и Бухарский эмират.
Политика российских властей по отношению к мусульманами менялась. В первой половине XVIII века власти проводили принудительную христианизацию в Приуралье и Поволжье. Однако ряд башкирских восстаний заставил власти России отказаться от принудительной христианизации. При Екатерине II власти стали формировать лояльный слой мусульманского духовенства, противопоставляя его зарубежному (турецкому и бухарскому) влиянию. В частности, царская власть с большим недоверием относилась к бродячим ишанам-дервишам из Средней Азии, опасаясь их влияния на своих подданных. Азиатский комитет (учреждён в 1819 году) в 1832 году предписал отказывать в просьбах иностранным дервишам, желающим принять российское подданство, мотивировав это тем, что они «хотят приобрести доверие своих единоверцев и возможность жить за их счёт».
В Уложенной комиссии Екатерины II интересы иноверцев и сибирских татар представлял депутат-бухарец В. Хансеинов.
С конца XIX века российские власти активно вмешиваются в жизнь мусульман, стремясь её регламентировать. В этот период имела место русификация, сопровождавшаяся переселением русскоязычных крестьян на мусульманские земли. Проникновение русских происходило даже на территорию Бухарского эмирата. В Восточной Бухаре (центральный и южный Таджикистан) согласно протоколу к российско-бухарскому договору было запрещено вести просветительскую деятельность. Однако даже в этой бедной окраине эмирата в начале XX века проживали около 50 тысяч русских и существовали русские поселения: Сарай-Камар (центр скупки бухарского хлопка для поставок в Россию), Каратаг, поселок золотодобывающего рудника Жураво-Покровского (сдан ему в концессию бухарским эмиром на 50 лет).
К началу XX века власти Российской империи лояльно относились к мусульманам. Принудительного обращения в православие уже не было. Случаи же добровольного принятия православия мусульманами имели место, но встречались нечасто. За 13 лет правления Александра III в православие в России перешли 8544 мусульманина. Это была незначительная доля от огромного мусульманского населения России.

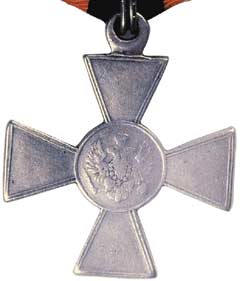
Георгиевский крест для награждения мусульман (4 степень) с изображением двуглавого орла

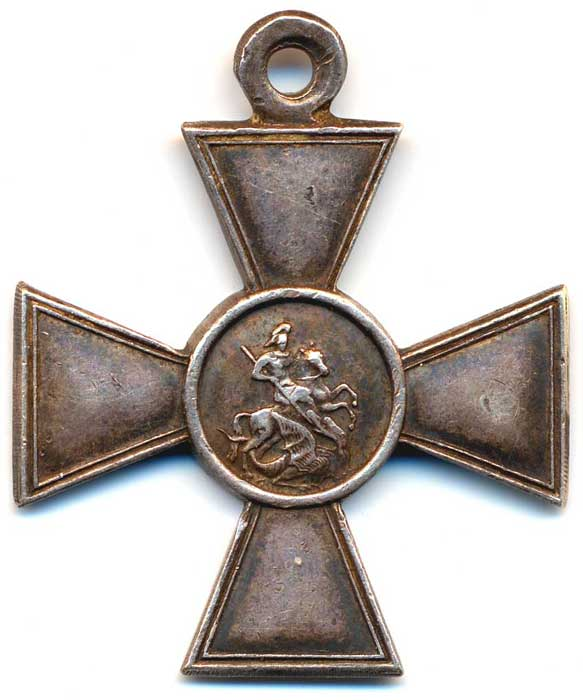
Георгиевский крест для награждения православных подданных (3-4 степень)

Военнослужащие, исповедовавшие ислам, имели возможность получать халяльную пищу и специальные варианты общегосударственных наград. Уже в начале XVIII века впервые был награждён специальным знаком ордена Андрея Первозванного для иноверцев крымский хан. С 1844 года властями Российской империи выпускался для награждения особо отличившихся в военное время военнослужащих-мусульман специальный вариант знака отличия военного ордена Святого Георгия (Георгиевского креста), на котором вместо Святого Георгия Победоносца был изображён двуглавый орел.
В царской армии имелся институт военных мулл и военных имамов, которые получали такое же, а иногда и большее жалование, чем полковые православные священники; рекруты-мусульмане приносили присягу в мечетях на Коране. В Закавказье мусульманские духовные лица имели ряд льгот, включая право на казённую пенсию.
Мечети власти Российской империи не только разрешали строить, но и иногда финансировали их возведение за счёт казны. Так на казённые деньги была построена в 1829 году соборная мечеть в Омске. Государственная поддержка строительства мечетей сопровождалась регламентацией их архитектуры (как и православных храмов). В июле 1782 года Екатерина II утвердила типовой проект каменной мечети для Сибири, размером 6 × 6 сажен.
Власти Российской империи следили за тем, чтобы обеспечить мусульманским паломникам возможность хаджа в Мекку, которая в тот период принадлежала Турции (с которой Россия в XVIII—XIX веках неоднократно воевала). В 1822 году Александр I запретил хадж для жителей Кавказа (по инициативе А. П. Ермолова, который боролся с кавказскими восстаниями и считал, что под видом паломников скрываются турецкие агенты и торговцы оружием): как было объявлено на Кавказе за хадж полагалась высылка в Центральную Россию и конфискация имущества. Запрет был временным, ограниченным по территории и краткосрочным. Уже в январе 1826 года Ермолов выпустил новые правила для Кавказа, которыми предписал выдавать разрешения на хадж только благонамеренным мусульманам. То есть фактически запрет на хадж для жителей Кавказа был снят через 4 года после его установления.

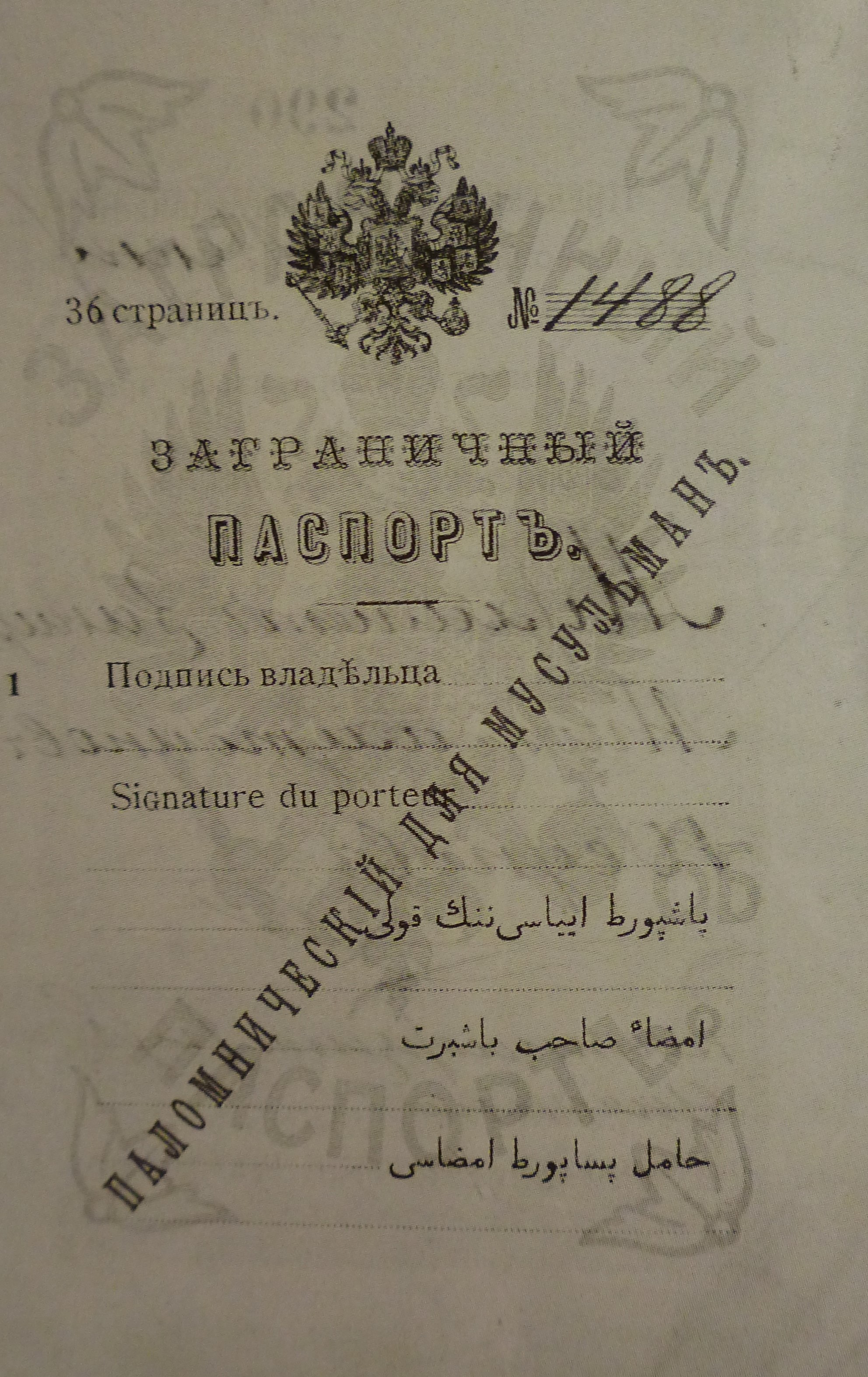
Российский паломнический паспорт для мусульман образца 1903 года

В конце XIX века хадж из России становится массовым, что было связано с созданием сети железных дорог в Средней Азии и на Кавказе. В начале 1900-х годов в хадж выезжали около 300 тысяч паломников в год.
Для защиты российских паломников в 1891—1914 годах в Джидде действовало консульство Российской империи. Консульство должно было следить за тем, чтобы местные власти не нарушали прав российских паломников. Например, в 1893 году консул Левицкий вернул на родину в Коканд 10-летнего сына умершего в Мекке паломника. Кроме того, консульство в Джидде служило депозитарием, куда паломники из России сдавали на хранение свои деньги, а в случае смерти владельцев, пересылало их наследникам.
Поддерживая хадж, власти России действовали в русле политики других метрополий. Так, власти голландской Индонезии в 1825 году ввели огромный налог для паломников за выдачу паспорта, но в 1852 году (после того, как индонезийские паломники стали выбирать другие маршруты, чтобы не покупать паспорта) налог отменили и стали выдавать паспорта паломникам бесплатно. Французские чиновники в Западной Африке в начале 1850-х годов субсидировали хадж для лояльных им мусульман. Кроме того, хадж приносил российской казне немалые доходы.

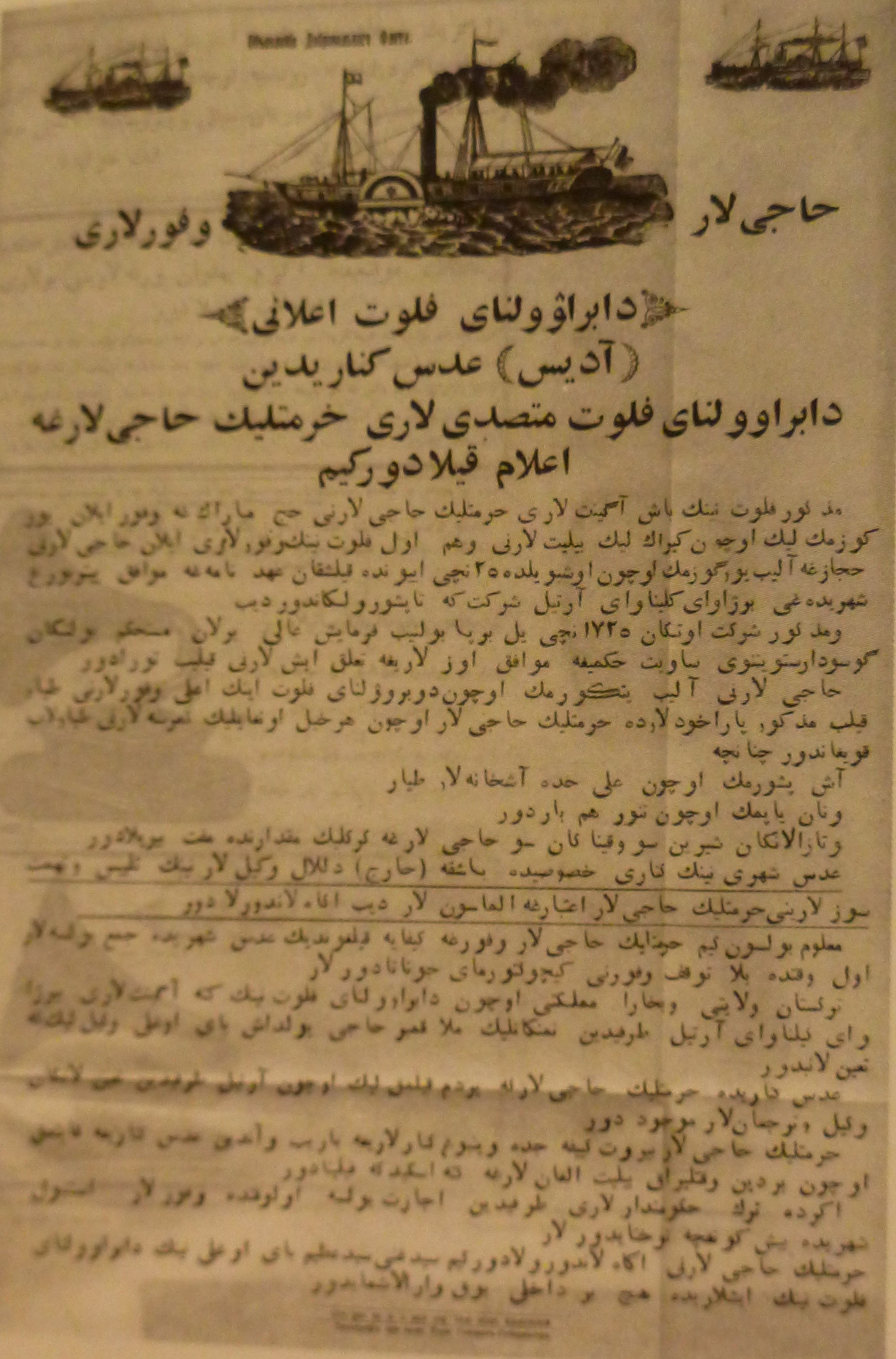
Реклама Хиджазских пароходов Добровольного флота в туркестанской газете, 19 августа 1910 года. В объявлении перечислены удобства — обилие воды, кухни и места на палубе для жарки на мангалах

Казанские татары и башкиры намного уступали единоверцам из Средней Азии в плане соблюдения религиозных обрядов. В частности, мусульмане Поволжья практически не совершали хадж. По воспоминаниям хаджи, в 1911 году в Мекке было только 160 выходцев из Волго-Уральского региона (известно, что всего в хадж было перевезено 11593 паломника из России).
Официальный уровень преступности среди мусульман Российской империи в начале XX века был невысок. В революционном 1907 году общими судебными установлениями Российской империи были осуждены 72898 человек, из которых мусульманами были 2588 лиц (из них 40 женщин), то есть 3,6 % осуждённых. То есть доля осуждённых среди российских мусульман была существенно ниже их доли в общем числе жителей России.
Царские власти вмешивались в обрядовую практику мусульман. Так, покоритель Кавказа генерал Алексей Ермолов в 1820 году составил для мусульман особую «молитву за Царя», ставшую началом «директивных» молений. Власти устанавливали требования и к проповедям мусульманского духовенства. Например, начальник центра Кавказской линии Георгий Эристов в предписании от 16 января 1851 года установил следующее:

Замечая, что весь народ кабардинский с малым исключением имеет весьма темное и часто превратное понятие о своей религии, предлагаю народному эфендию из каждой фамилии избрать по одному мулле, преданному нашему правительству, которому и подчинить всех прочих мулл фамилии и возложить на них ответственность, чтобы аульные муллы каждую пятницу поучали народ, толковали им обязанности их к Богу, царю, правительству и ближним; наставляли бы их в правилах чести и трудовой жизни, в случае же неисполнения этого, выбранные эфендии (о назначении коих суд имеет мне донести) обязаны сообщить народному эфендию, который вместе с судьями должен подвергнуть виновного наказанию

## Мусульмане в Российской императорской армии
Мусульманские части (из служилых татар) у русских великих князей Московских и царей ещё в XV—XVII веках. К началу XX века ситуация была следующей: часть российских мусульман (казанские татары и башкиры) в армию призывалась, а многие мусульмане (горцы Кавказа, жители Средней Азии) не призывались. При этом из «непризывных» мусульманских народов в императорскую армию могли поступать добровольцы.
В целом же в начале XIX века мусульмане составляли несколько процентов Российской императорской армии. Согласно официальной статистике (опубликованной в секретном Военно-статистическом ежегоднике), в 1912 году на военную службу были приняты 431436 новобранцев, из которых 12531 мусульманин (2,9 %). По вероисповеданию новобранцы-мусульмане в 1912 году занимали 4-е место после православных, католиков и иудеев. При этом уклонение от призыва в 1912 году у мусульман было ниже, чем у немцев. В 1912 году не явились на призывные участки 3197 немцев и только 1750 мусульман.

## Мусульмане в политических партиях и в революционном движении начала XX века

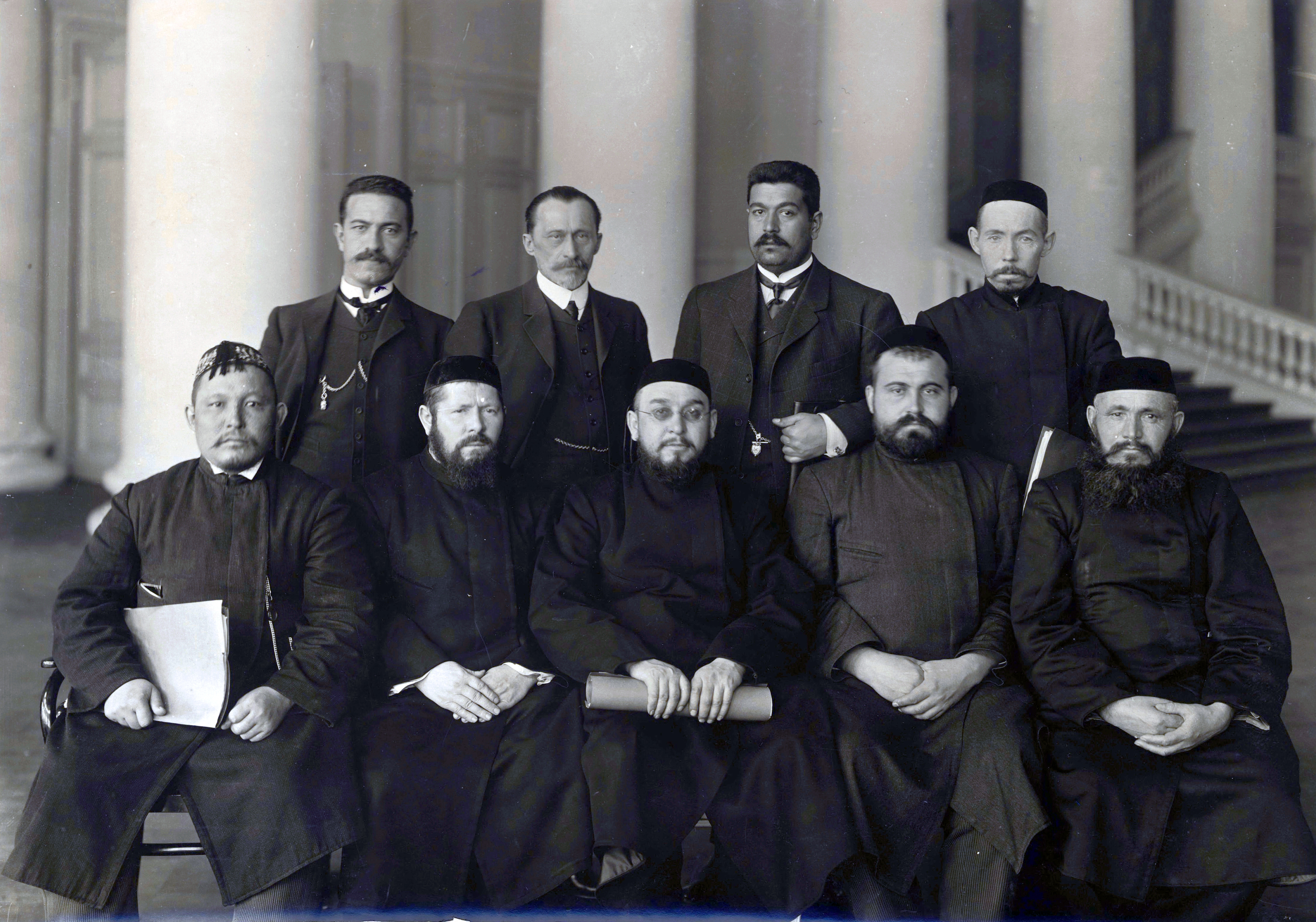
Группа депутатов Мусульманской фракции II Государственной Думы. Стоят: Махмудов М., Тевкелев К., Зейналов З., Бадамшин Г.; сидят: Кощегулов Ш., Хасанов М., Усманов Х., Атласов Х., Мусин Г.

В первой русской революции 1905—1907 годов мусульманское население России практически не участвовало. В 1905 году мусульмане империи на фоне общего возмущения населения вели себя относительно спокойно и их лояльность была высоко оценена царской властью. Факты участия рабочих-мусульман в забастовках были, причем с выдвижением в том числе специфических мусульманских требований. Например, бастующие на Бакинских нефтепромыслах рабочие-мусульмане в мае 1905 года выдвигали требования о постройке мечети и об отведении места для мусульманского кладбища. На заседании представителей нефтедобывающих фирм и рабочих (10 — 13 июля 1906 года) после всеобщей стачки на грозненских нефтепромыслах рабочие-мусульмане требовали построить им мечеть и сделать пятницу нерабочим днём. При этом большинство российских мусульман не поддержали политические протестные акции — Всероссийскую октябрьскую политическую стачку и Декабрьское вооружённое восстание в Москве. В итоге мусульмане не сыграли значительной роли в революции 1905—1907 годов.
В годы революции 1905—1907 годов в России возникли мусульманские политические партии. Мусульманская оппозиция образовала политическую партию «Иттифак аль-Муслимин» («Союз мусульман»), близкую общероссийской партии кадетов. В «Иттифак аль-Муслимин» вошли представители тюркской промышленной и интеллектуальной элиты. I съезд партии прошёл на пароходе в Нижнем Новгороде. Среди его делегатов были И. Гаспринский, Ю. Акчурин, А. Топчибашев и М. Бигиев. Была продумана организационная структура Союза и меры по участию мусульман в предстоящей избирательной кампании в Государственную Думу. II съезд «Иттифака» проходил также нелегально с 13 по 23 января 1906 года в Санкт-Петербурге в составе 82 делегатов. III съезд «Иттифака» был разрешён властями и прошёл с 16 по 21 августа 1906 года в Нижнем Новгороде. Это был первый и единственный легальный Всероссийский съезд мусульман Российской империи.

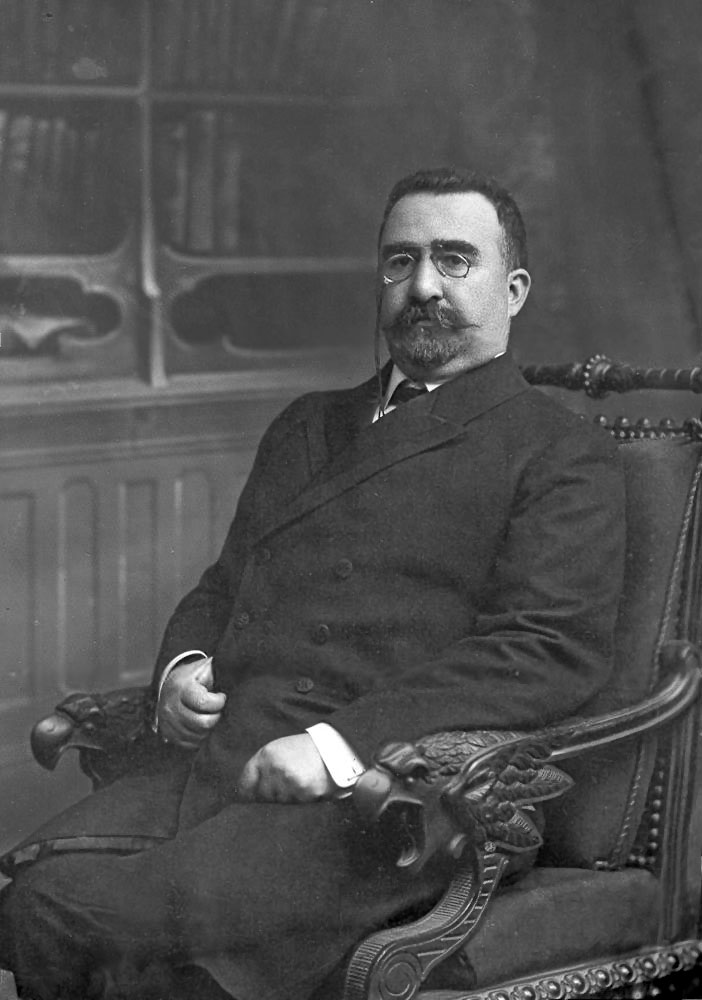
Алимардан-бек Топчибашев, председатель Мусульманской фракции I Государственной думы

В Государственных думах Российской империи мусульманских депутатов было немного. Во все четыре дореволюционных созыва Государственной думы были избраны 78 депутатов-мусульман (67 человек, так как некоторые депутаты избирались неоднократно). Большинство из них составляли татары, азербайджанцы (в то время называемые «татары»), казахи и башкиры. Пятеро мусульманских депутатов I Государственной думы подписали Выборгское воззвание, за что позднее были осуждены.
Влияние депутатов-мусульман на законодательный процесс было незначительным. Это было связано с тем, что в тех созывах Государственной думы, которые успели проработать длительный период времени (III и IV созывы) депутатов-мусульман было мало — 1,5 — 2,3 % состава Думы. Возможности для представительства в последних Государственных думах имели далеко не все мусульмане Российской империи. Так, с 1907 года не участвовало в выборах в Государственную думу многочисленное мусульманское население Средней Азии.
В двух последних Думах были мусульманские фракции, но крайне малочисленные. В III Думе мусульманская фракция включала 8 — 9 человек, а в IV Думе всего 6 депутатов. При образовании межфракционных блоков мусульманскую фракцию почти не принимали в расчёт. «Мусульманский вопрос» ни разу не поднимался на дебатах в Государственной думе.
Мусульманское духовенство в Государственной думе было избрано преимущественно от татар. Во всех четырёх созывах 15 мандатов получили муллы (13 человек, так как двое избирались дважды). Избранное мусульманское духовенство было преимущественно из Волго-Уральского региона (10 человек из 13-ти). Степной край и Туркестан избрали 3 представителей мусульманского духовенства. В Думах не было ни одного представителя мусульманского духовенства Кавказа, Крыма и Закавказья.
Если в Государственных думах было незначительное количество депутатов-мусульман, то из 428 лиц, бывших членами Государственного совета Российской империи в период с 1906 по 1917 годы, ни один не исповедовал ислам
Мусульмане в российское политике были представлены не только оппозицией. Много мусульман (в том числе духовных лиц) в начале XX века, активно поддерживало русское монархическое движение. 22 октября 1905 года в Казани мусульманское духовенство во главе с Галимджаном Баруди совместно с православным духовенство приняло участие в демонстрации в поддержку монархии. Весной 1907 года более 20 татарских мулл участвовали в шествии Союза русского народа в Казани. В Чистопольском уезде Казанской губернии до 1909—1910 года действовало черносотенное Царско-народное мусульманское общество, которое имело программу близкую идеологии Союза русского народа. Совместные мусульманско-православные черносотенные дружины в 1905—1907 годах подавляли революционные выступления в Крыму и на территории современного Азербайджана. Старейшая татарская газета «Нур» была близка по содержанию к русскоязычным консервативным монархическим изданиям и вполне устраивала царских чиновников.

## Российские мусульмане в Первой мировой войне
Первая мировая война оказала заметное влияние на отношение между властями империи и подданными-мусульманами. Одним из противников России с 1914 года была Османская империя, султан которой имел титул халифа. Власти и духовенство Османской империи пытались поднять мусульман России на борьбу против царской власти. Эти попытки дали ограниченный результат в виде восстаний мусульман в Закавказье в 1914 году и в Средней Азии в 1916 году. Официальное духовенство Российской империи сохранило верность царской власти. Российские территории с мусульманским населением (за исключением небольшой части Закавказья в конце 1914 — начале 1915 годов) до 1917 года не подвергались оккупации. Значительная часть российских мусульман (татары и башкиры) были мобилизованы в царскую армию и участвовали в боевых действиях. Убыль мусульманского населения в боях была меньшей, чем православного, так как только татары и башкиры подлежали обязательной мобилизации в армию, а представители других мусульманских народов могли служить только в качестве добровольцев. Во время Первой мировой войны почти полностью прекратился хадж из Российской империи.

### Деятельность турецкой агентуры в мусульманских регионах России накануне Первой мировой войны
Турецкая сторона традиционно пыталась в период русско-турецких войн поднять на восстание российских мусульман. Российские власти об этом знали и пытались принять меры. Так, генерал-губернатор Туркестана Константин фон Кауфман запретил в 1876 году (после подавления Кокандского восстания) хадж с территории русского Туркестана (запрет действовал до конца русско-турецкой войны). Младотурецкая революция усилила, по мнению российских властей, турецкую пропаганду в Средней Азии. В предписании генерал-губернатору Туркестана Александру Самсонову (направлено в октябре 1910 года) было сказано:

По доставленным министерству сведениям, руководители младотурецкого движения, не ограничиваясь в пропаганде своих идей пределами Турции, решили способствовать возрождению ислама и в других странах и, в частности, развивать панисламистскую и пантюркскую идею в России. С этою целью младотурецкие вожди послали в Россию под видом купцов, возвращающихся из Мекки богомольцев и т. п. ряд лиц начитанных и преданных новым идеям ходжей для проповеди среди наших мусульман теории о единстве всего мусульманского мира
С 1911 года на российский Кавказ шёл поток оружия из Османской империи. На Кавказе до войны были созданы новометодные школы, в которых преподавание шло на турецком и арабском языках, а учителями были либо турки, либо лица, получившие образование в Турции.
Турция также была страной, куда бежали мусульмане — участники вооруженной борьбы против российских властей. На русско-турецкой границе южнее Батума была брешь в российском пограничном контроле, в результате чего, в декабре 1912 года — январе 1913 года из Дагестана в турецкий Трапезунд ушли около 300 боевиков Сеида Акаева, помощника Зелимхана, которые были вооружены 700 винтовками.
Вместе с тем, во многих внутренних территориях России с мусульманским населением почти не было турецкоподданных. Так, в Казанской губернии на начало Первой мировой войны было всего 28 подданных Османской империи.

### Призывы к джихаду и мусульманские восстания на территории России
Шейх-уль-ислам Османской империи призвал мусульман стран Антанты (в том числе и России) объявить «священную войну» своим правительствам. Подобных взглядов придерживалась и остальная правящая верхушка Османской империи.
Одной из целей турецких правящих кругов в предстоящей войне являлся возврат территорий, утраченных по результатам Русско-турецкой войны (1877—1878) согласно условий Берлинского трактата. Османский военный министр Энвер-паша был также уверен, что всё мусульманское население в приграничных в Османской империи областях поддержит наступление турок.
Российское правительство ещё до вступления Турции в Первую мировую войну поддерживало вооруженное движение армян-христиан против турок. Армянский национальный совет первоначально сформировал четыре добровольческие дружины, а в сентябре 1914 года министр иностранных дел Российской империи Сергей Сазонов подписал приказ о контрабандных поставках оружия турецким армянам. Некоторые армяне пересекли границу, что бы сражаться вместе с Русской армией против турок, однако большинство, опасаясь поставить под удар свои семьи, живущие на территории Турции, осталось лояльным Османским властям. По российским данным, в период с августа по октябрь 1914 года из османской армии дезертировало и перешло на российскую сторону около 50 тысяч человек (в большинстве армяне). К концу ноября 1914 года (то есть уже после вступления Турции в войну) армянские добровольческие дружины были размещены российскими властями вдоль турецкой границы, что провоцировало мобилизованных в османскую армию армян переходить на сторону России.
В приграничных с Турцией местностях России проживало много мусульман. Например, в Батуме из 30 тыс. жителей 7 тыс. являлись подданными Османской империи. Некоторые из мусульман приграничной с Османской империей полосы откликнулись на турецкие призывы. Аджарцы-мусульмане в первые дни войны подняли восстание против России, поддержав турецкое вторжение в Батумскую область. Уже 1 (14) ноября 1914 года турецкие отряды (до 5 тыс. человек) вступили в Аджарию. Там они при поддержке повстанческого отряда Аслан-бека Абашидзе сожгли медеплавильный Дзансульский завод и поселок при нём.
Туркам удалось захватить также расположенные рядом Ардаган и Артвин. Таким образом, небольшая часть российского приграничья со смешанным (мусульманским и христианским) населением около трёх месяцев находилась под турецкой оккупацией. В захваченном турецкими войсками регионе, мирное армянcкое население подверглось резне. Массовое уничтожение армян в Артвинe, Ардагане и Ардануче проходило под руководством особой организации, под видом военных действий. Подобное по отношению к мирному христианскому (в основном армянскому) населению происходило на всей занятой турками территории. Немецкий журналист, ставший свидетелем этих событий, комментируя жестокость турок, восклицал:

Вы должны это видеть…насколько жестокими были их действия. Будь они прокляты… Они не имеют никакого отношения ни к мусульманам, ни к христианам, ни к кому либо!
— Танер Акчам. «A shameful act: the Armenian genocide and the question of Turkish responsibility»
В целом, боевые действия на Кавказском фронте в конце 1914 — начале 1915 годов сопровождались гражданской войной между армянами-христианами и мусульманами. Медицинский брат османской армии Али Риза Ети, принимавший участие в этих боевых действиях, описал в дневнике жестокость восставших армян в отношении мусульман: оскверненные мечети, разорванные Кораны. Не меньшую жестокость проявляли и турки, которые не доверяли своим мобилизованным солдатам-армянам. Всё тот же Ети описывал случаи убийств армян в турецких частях, говоря, что ежедневно «случайно» погибает по 3-5 армян, и делал вывод, что такими темпами «через неделю в Османской армии армян не останется вовсе» .
Сарыкамышское сражение привело к разгрому турецких сил. Затем русские войска перешли в наступление и в феврале — апреле 1915 года очистили от турок и повстанцев все ранее занятые ими территории российского Закавказья. После этого вплоть до 1918 года линия Кавказского фронта проходила за пределами Российской империи. Остальные мусульманские территории Российской империи располагались далеко от линий фронтов и не подвергались оккупации до 1918 года. Сарыкамышское поражение сыграло решающую роль в провале призывов к джихаду среди кавказских мусульман Российской империи. Историк Юджин Роган так оценил значение Сарыкамышского сражения:

Последствия Сарыкамышской кампании Османская империя ощущала до самого конца войны. Без боеспособной армии в Восточной Анатолии она уже не могла защищать свою территорию от посягательств России. Это поражение привело к обострению напряженности между турками, курдами и армянами в приграничных с Россией областях и, несмотря на отдельные вспышки исламского движения на начальных этапах Сарыкамышской кампании, всякую надежду на восстание мусульман Российской империи пришлось оставить
После взятия русскими войсками Эрзерума (4 февраля 1915 года) на всей территории Кавказа прошли митинги в поддержку русских властей, в которых участвовали как христиане, так и мусульмане.
В Нахичевани возникла сотрудничавшая с турецким консулом в Реште и с персидскими панисламистами в Хое панисламистская организация во главе с Гаджимиром Гейдар-заде. Была создана организация «Муджахид» (до 60 членов), которая пропагандировала панисламизм, суннитско-шиитскую дружбу, а также собрала и переправила турецкой армии около 20 тысяч рублей золотом. Член «Муджахида» Саид-Али Абдуллаев ежедневно посещал вокзал Нахичевани, где собирал данные о военных эшелонах и передавал эти сведения турецкой агентуре. В 1916 году нахичеванская группа переместилась в Хой, где вышла на связь с германской и турецкой разведками, работавшими под прикрытием американского госпиталя Красного Креста. Панисламисты организовали забастовку персидских рабочих на станции Подгурская Тебризской железной дороги. В декабре 1916 года путем арестов в Нахичевани, Джульфе и Хое «Муджахид» был ликвидирован российскими властями.
19 июля 1916 года началось вооруженное восстание в Хасавюртовском округе, которое продолжалось до июля 1917 года. 23 июля 1916 года в ставке Терекли произошло выступление ногайцев, обеспокоенных слухами об их наборе на военные работы.
В 1916 году в Средней Азии произошло масштабное восстание против царской власти. Прежде всего, оно было вызвано решением царских властей мобилизовать население непризывных мусульманских народов на строительные работы в прифронтовую полосу и подстрекалось немецкой агентурой. Восстание было подавлено, но план мобилизации на трудовую повинность был сорван.

### Российские власти и мусульмане оккупированных территорий

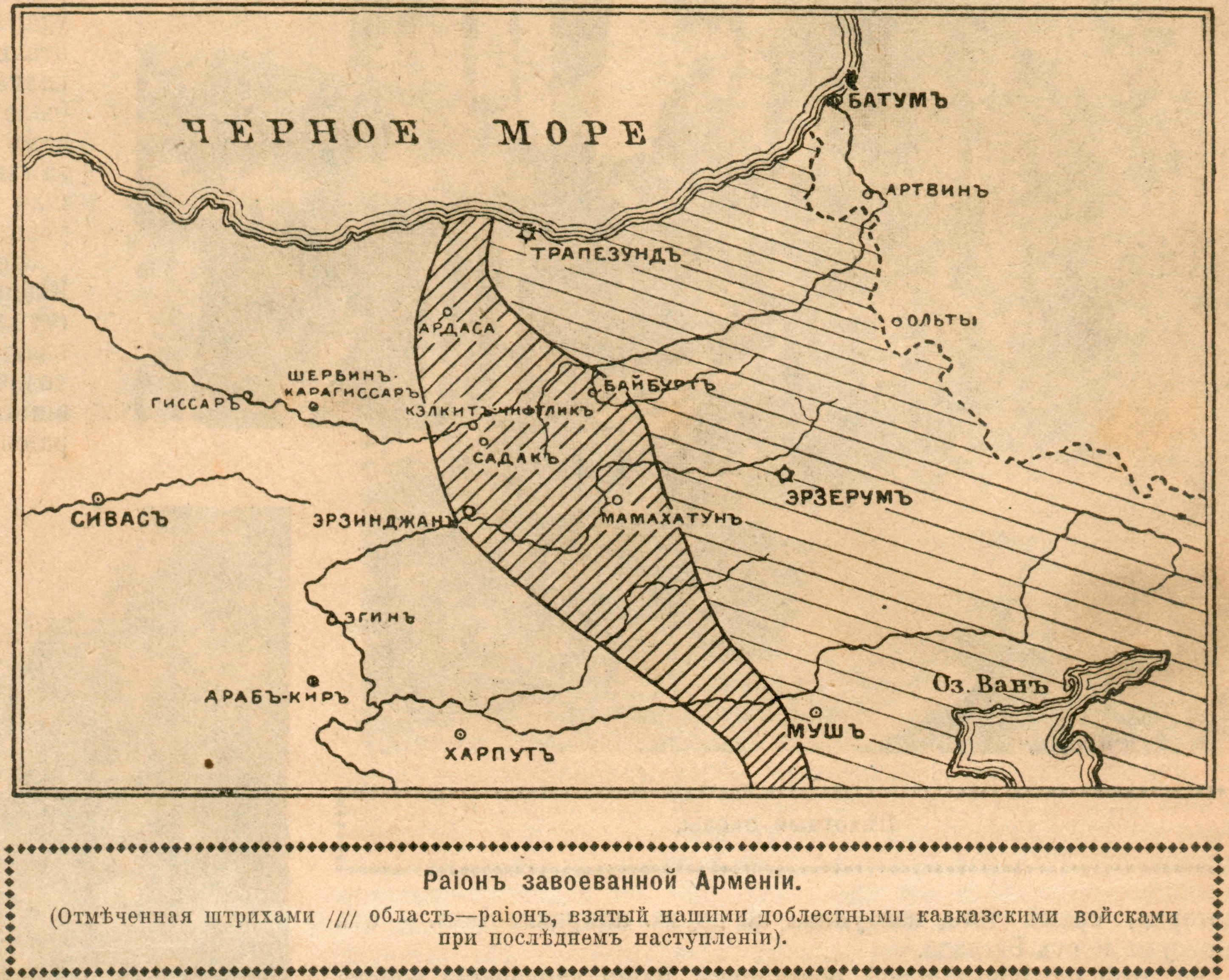
Территория Западной Армении, занятая русскими войсками к осени 1916 года

В России существовали планы присоединения к империи части территории Османской империи и нейтральной Персии. В начале 1915 года Главноуправляющий землеустройством и земледелием Александр Кривошеин в письме министру иностранных дел Сергею Сазонову сообщал, что с экономической точки зрения к России необходимо присоединить следующие территории:
- От Османской империи — Трапезундский вилайет, а также Турецкую (Западную) Армению;
- От Персии — Гилян и Мазендеран.

В ходе войны, к осени 1916 года Русская Кавказская завоевала часть территории Османской империи, овладев важнейшими и крупнейшими городами — Ваном, Эрзерумом, Трапезундом, Мушем, Битлисом и Эрзинджаном. К этому времени между Россией, Англией и Францией был подписан ряд соглашений (Англо-франко-русское соглашение, Соглашение Сазонова-Палеолога и Соглашение Сайкса — Пико), согласно условий которых, после окончания войны, России отходила вся завоёванная Кавказской армией территория Османской империи, а также город Константинополь с прилегающими районом.
На оккупированной турецкой территории, Российские власти организовали особый режим, были созданы подчинённые военному командованию военно-административные округа. Также был разработан нормативный документ об управлении данными территориями, в основу которого был положен проект Положения об управлении Дагестанской областью, составленного А. И. Барятинским в 1860 году.
5 июня 1916 года Николай II утвердил «Временное положение по управлению областями Турции, занятых по праву войны», учредив на этих землях генерал-губернаторство во главе с Николаем Пешковым. Должности руководителей местных административных единиц занимали местные жители — назначенные русскими властями или выбранные местным населением. Гражданско-правовые споры на оккупированной территории (между местным населением) рассматривались местными судами. Организовывая управление завоёванными территориями, российские власти не решались опереться на местных армян-христиан. Российским властям не нравилось стремление пророссийски настроенных турецких армян к созданию независимой Армении. Российские военные власти вели борьбу не только с турецкими агентами, но и с дашнаками. Власти прибегли к депортациям как мусульман, так и армян. Генерал Николай Юденич в июне 1915 года настаивал на депортации 184 жителей Верхнего Сарыкамыша и примерно 1 тысячи армянских беженцев (турецких подданных).
На оккупированную турецкую территорию пошёл поток христианских переселенцев из России: например, из Кубанского казачьего войска в июне 1915 года набрали 269 добровольцев для ведения сельского хозяйства и несения службы. В Трапезундском вилайете (он должен был стать курортным районом) скупались земли под строительство дач. Николай Юденич приказал выслать в Турцию «всех курдов, не исключая и стариков, иначе курды при заключении мира могут остаться владельцами земель». Однако депортацию курдов (уже начавшуюся) пришлось отменить — курды заявили о верности русскому правительству и отказались уходить на контролируемую турками территорию.
На занятой Русской армией турецкой территории, началось мусульманское партизанское движение. Против русских войск действовали отряды курдов во главе с турецкими офицерами. Весь 1916 года продолжались нападения курдов на город Ван. В тылу русских войск действовали партизанские отряды, состоявшие из бывших турецких солдат во главе с турецкими же офицерами. Они нападали на местное население и на русский военный транспорт. Из-за нехватки полицейской стражи военный генерал-губернатор Николай Пешков приказал повременить с ликвидацией таких банд, если они не представляли серьёзной угрозы.

### Мусульманский коллаборационизм в Первую мировую войну
Часть мусульман-эмигрантов поддержала Турцию. В 1915 году в Константинополе был создан Комитет защиты прав тюркско-мусульманских народов России во главе с татарином Ю. Акчуриным. В 1915 году члены Комитета совершили поездку по странам-противникам России — Германии, Австро-Венгрии и Болгарии. В том же году члены Комитета издали в Будапеште «Меморандум Комитета защиты прав мусульманских
тюрко-татарских народов России», содержавший следующие требования:
- Полная независимость Бухарского эмирата и Хивинского ханства с возвратом им территорий. вошедших в состав Туркестанского генерал-губернаторства;
- Автономия казахам, проживавшим от Урала до Туркестана.

За период войны численность мусульман в России увеличилась за счёт турецких военнопленных. Их размещали в том числе в губерниях с мусульманских населением. Смертность среди турецких военнопленных была высокой — 23,3 % (по подсчётам В. В. Познахирева). Хоронили их представители российского мусульманского духовенства. В Самаре даже было создано «новое магометанское кладбище для турок».

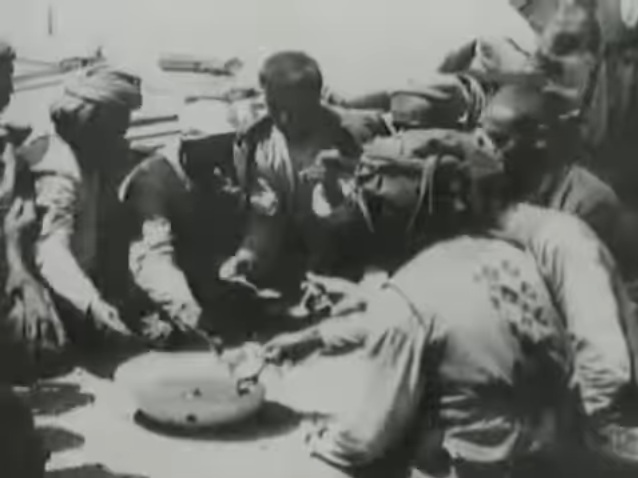
Турецкие пленные на острове Нарген

На острове Нарген близ Баку был создан специальный лагерь для турецких пленных. Через него прошло около 25 тысяч пленных (в основном турецких). Им помогало Бакинское мусульманское общество.
Мусульманский коллаборационизм в период Первой мировой войны выразился также в организации побегов турецких военнопленных. Губернские жандармские управления считали, что в 1915—1916 годах в Иркутске, Оренбурге и Баку были созданы специальные комитеты для отправки за границу беглых турецких офицеров — их переправляли в Османскую империю через Персию или Румынию. При помощи татарских купцов Зиннура и Шехуллаха Шафигуллиных из Читы в январе 1916 года бежал Ихсан-паша.
Начальник Астраханского губернского жандармского управления И. И. Минкевич сообщал в марте 1916 года, что бывший мулла Астраханской соборной мечети Абдрахман Умеров (ранее он собирал деньги в помощь Турции), его ученики Мухамед Баширов и мулла Файзулла Абдрахманов внушали жителям Северного Кавказа идею борьбы с русскими властями и объединения всех мусульман в рамках Османской империи.
Власти приняли меры против возможной поддержки российскими мусульманами противника. Так, в конце 1914 года была прекращена высылка интернированных турок в Казанскую губернию (их в начале 1915 года было решено высылать в Ярославскую губернию).

### Поддержка российским мусульманским духовенством царской власти в Первой мировой войне
Значительная часть российских мусульман (включая духовенство) поддержали царскую власть против единоверной Турции. В ответ на призыв шейх-уль-ислама Турции к «священной войне» против правительств Антанты, председатель Оренбургского магометанского духовного собрания Мухамедьяр Султанов призвал российских мусульман не делать этого. Обращение шейх-уль-ислама Турции не было поддержано большинством российских мусульман. Преемник Султанова Мухаммат-Сафа Баязитов в ознаменование вступления Николая II в должность Верховного главнокомандующего организовал 28 августа 1915 года с духовными лицами пяти мечетей Уфы праздничную молитву о здравии и благоденствии царской семьи и о даровании победы русскому оружию. В 1914 году акции поддержки царской власти устраивала также татарская буржуазия, верноподданнические заявления делали депутаты-мусульмане. Мобилизация мусульман (татар и башкир) в армию в 1914 году прошла спокойно. На Кавказский фронт силами русских мусульман был послан против Турции санитарный отряд. Общая численность мусульман в императорской армии во время Первой мировой войны была больше армии турецкого султана (по разным данным от 800 тыс. человек до 1,5 млн человек).
Во время войны российские власти вели среди своих подданных-мусульман патриотическую пропаганду. Активно распространялось народное творчество — татарские песни-баиты «патриотического содержания» про Первую мировую войну. В 1914—1916 годах в Казани и Уфе большими тиражами (суммарный их тираж составлял более 200 тыс. экземпляров) выпускались сборники татарских песен-баитов, посвящённых мировой войне. Авторами песен были воины-татары, сочинявшие их в лазаретах, а составление их сборников занимались представители мусульманской интеллигенции. Эта пропаганда была необходима, так как часть даже казанских татар воспринимала русских (в том числе царя) в том числе, как неверных, а в письмах с фронта, по информации цензоров часто встречались такие слова: «мы томящиеся под властью царской» и «мы имевшие несчастье попасть в руки гяура». В письмах с фронта фигурировали два упрека: мусульманами в войне руководят неверные и что руководство не доверяет мусульманским воинам, честно исполняющим свой долг перед родиной.
Часть татарской мусульманской либерально настроенной интеллигенции предпочитала маскировать свое отрицательное отношение к войне, осведомители жандармерии подмечали, что молебны по поводу русских побед совершаются без омовения рук и потому недействительны, а уже в сентябре 1914 года в татарской прессе появились критические статьи с завуалированной антивоенной пропагандой: политические лидеры и духовенство критиковали татар, которые бросили свои семьи, хозяйство и детей на произвол судьбы и пошли на фронт. С удовлетворением, по сообщению казанского полицмейстера, мусульманское население встретило решение властей о возвращении с военной службы мулл. В дальнейшем татарская пресса предпочитала использовать иносказания: вместо «наши войска» писали «русские войска», не употребляли хвалебные эпитеты. Одновременно среди татарской либеральной интеллигенции была популярна идея, что царское правительство пойдет на уступки народам, которые проливают кровь в войне.

### Российские мусульмане и свержение монархии в России
Мусульманская общественность встретила Февральскую революцию радостно.

### Ислам при Временном правительстве
Временное правительство взяло курс на превращение России во внеконфессиональное государство, где все религии должны были быть равны. 20 марта 1917 года было принято Постановление Временного правительства «Об отмене вероисповедных и национальных ограничений», которое предусматривало следующее:
- Отмена запрета на вступление в брак с мусульманами для христиан;
- Разрешение нехристианам усыновлять детей христианского вероисповедания;
- Снятие ограничений на строительство мечетей (до того в Оренбургском магометанском духовном управлении разрешалось строить мечеть с расчётом, чтобы на одну мечеть приходилось не менее 200 взрослых прихожан-мусульман);
- Разрешение горцам (помимо состоящим на государственной службе и находящимся в офицерских чинах в отставке) приобретать недвижимость в Терской области, Шатое и Ведено;
- Предоставление права владения мусульманам (как и иным иноверцам) полученными ими по закону или по завещанию иконами и иными почитаемыми православными реликвиями;
- Разрешение лицам нехристианских вероисповедания изготовлять православные богослужебные предметы и торговать ими;
- Отмена наказания для нехристиан за воспрепятствование находящимся у них в услужении (в обучении ремеслу или на работе) христианам возможности посещать религиозные праздники и отправлять свой культ;
- Отмена запрета на взыскание за долги христианина икон в пользу кредитора-иноверца.

9 июня 1917 года Временное правительство утвердило форму присяги для христиан, иудеев и мусульман, которая была следующей:

Я, (имя и фамилия), вступая в состав граждан Российской державы, обещаюсь и клянусь пред Всемогущим Богом и своею совестью хранить свято и ненарушимо верность России, не зная отныне иного, кроме неё, отечества, исполнять неуклонно все обязанности российского гражданина и всемерно радеть о благе Российского государства, не щадя для него ни сил, ни достояния, ни даже, если потребуется, и самой жизни. В исполнении сей клятвы да поможет мне Бог.
22 июня 1917 года Постановление Временного правительства освободило от обязательной свидетельской присяги духовных лиц всех нехристианских вероисповеданий.
5 августа 1917 года было создано Министерство исповеданий, в которое был передан Департамент духовных дел иностранных исповеданий с переименованием его в Департамент Министерства исповеданий по делам инославных и иноверных исповеданий.
Планировалось также создать Особую комиссию по мусульманским делам, которая должна была пересмотреть Устав об управлении духовными делами мусульман в России (в итоге создана не была). Также Временное правительство не успело разработать и принять закон о вакуфных имуществах в Крыму, хотя 25 марта 1917 года конференция крымских татар в Симферополе решила упразднить вакуфную Комиссию и передать вакфы в национальное достояние крымских татар.
Мусульманская общественность встретила Февральскую революцию радостно. С весны 1917 года мусульманское общественное движение развивалось на двух уровнях — общероссийском и местном.
На общероссийском уровне март — октябрь 1917 года стали временем безуспешных попыток создания общероссийской мусульманской структуры, способной влиять на принимаемые центральными властями решения.
Мусульманские депутаты Государственной думы в середине марта 1917 года в Петрограде организовали совещание мусульманских общественных деятелей с целью подготовки всероссийского мусульманского съезда. Председателем совещания был депутат Ибниямин Ахтямов. Совещание решило создать в Петрограде Временное центральное бюро российских мусульман. 17 марта 1917 года прошло первое заседание этого Бюро.

Входной билет делегата Всероссийского съезда мусульман

1- 11 мая 1917 года в Москве прошёл организованный Бюро всероссийский мусульманский съезд. Съезд собрал 900 делегатов: почти все депутаты Государственной думы, офицеры, солдаты, около 300 мулл и около 100 мусульманок (в основном студентки высших учебных заведений и их выпускницы). Таким образом около трети участников съезда были мусульманскими духовными лицами. Съезд избрал Всероссийский мусульманский совет из 30 человек (он в свою очередь создал свой исполнительный комитет).
На съезде решили вопрос о наиболее предпочтительном для мусульман устройстве новой России. Были две точки зрения — за федеративное и за унитарное устройство. Идея федерации предусматривала предоставление мусульманам национально-территориальной автономии. Унитарное устройство предполагало только культурно-национальную автономию. Сторонниками федерации были представители Азербайджана, Туркестана, казахских областей, Крыма и Башкирии. Сторонниками унитарного государства были поволжские татары и делегаты от Северного Кавказа. 7 мая 1917 года большинство голосов делегатов Съезда (446 голосов) были отданы за федерацию, тогда как за унитарное устройство был отдан 271 голос. Впрочем, доктор исторических наук Салават Исхаков пришёл к выводу, что делегаты Съезда просто не придавали особого значения различиям между территориальной и национально-культурными автономиями.
Всероссийский мусульманский совет избрал Исполнительный комитет из 12 членов (Икомус)и обратился к Временному правительству с просьбой по всем вопросам, касающимся мусульман, взаимодействовать только с ним как с «единственным политическим центром всего мусульманского мира России». В конце мая 1917 года Икомус делегировал своих представителей в петроградские Советы крестьянских, рабочих и солдатских депутатов, в Комиссию по духовным делам при Департаменте инославных исповеданий МВД, в Государственный комитет по народному образованию при Министерстве народного просвещения.
4 июля 1917 года Икомус принял решение направить делегацию в правительство для переговоров по формированию нового состава Временного правительства. Делегацию принял князь Георгий Львов, который согласился с требованиями и запросил список претендентов на министерские посты от мусульман. Мусульмане выдвинули кандидатуры на посты главы ведомства государственного призрения и заместителей министров земледелия и просвещения, однако эти предложения не были реализованы.
Всероссийский мусульманский совет сыграл значительную роль в подавлении корниловского мятежа. Среди корниловцев на Петроград двигалась «дикая дивизия». Навстречу «дикой дивизии» выехали представители Совета, которые уговорили горцев прекратить участие в походе.
22 сентября 1917 года собрание делегатов национальных организаций выделило Всероссийскому мусульманскому совету 4 места в Предпарламенте.
Осенью 1917 года стало очевидным нежелание мусульманской общественности России участвовать в общероссийских организациях. Всероссийский мусульманский совет столкнулся с нежеланием значительной части его членов активно работать по общероссийским темам. Это признавал Цаликов:

Наш политический центр слаб. Горько констатировать свою слабость, но нужно смотреть прямо в глаза действительности. Скрывать нечего. По регламенту во Всероссийском мусульманском совете должно быть свыше 30 делегатов, но ни разу число этих делегатов не доходило и до трёх четвертей. В Исполнительном комитете должно быть 12 человек, а фактически пребывает 4 — 5.
16 — 23 апреля 1917 года прошёл съезд Шура-и-Ислам, который выразил доверие Временному правительству. Специальная комиссия Шура-и-Ислам предложила в 1917 году ряд реформ мусульманской практики: отказ от калыма, уменьшение размера приданого, отмену помолвок и ритуала открытия лица. В июне 1917 года улемисты вышли из Шура-и-Ислам и создали Шура-и-Улема, многие члены которой придерживались панисламизма и выступали за отделение Туркестана от России.
Намного активнее мусульманские лидеры в 1917 году работали на местном уровне. В местах компактного проживания мусульман возник ряд местных организаций. 24 марта 1917 года прошло собрание литовских татар Петрограда. 23 апреля 1917 года в Петрограде был создан Временный комитет по организации Союза татар Польши, Литвы, Белоруссии и Украины во главе с М. Полторжицким.
27 февраля 1917 года в Крыму был создан Мусульманский революционный комитет, который весной того же года объявил своей целью построение «демократического республиканского строя на национально-федеративных началах».
22 июля 1917 года в Казани на объединённом собрании участников трёх всероссийских съездов (военного, мулльского и общего) была провозглашена национально-культурная автономия мусульман Европейской России и Сибири и созданы Национальный парламент и Национальное управление (правительство) в составе трёх ведомств (просвещения, финансов и религии), а также Коллегия по осуществлению культурно-национальной автономии мусульман внутренней России. Все эти органы возглавил член Икомус Садретдин Максудов.
У новых мусульманских структур стали выходить собственные газеты. Временное центральное бюро российских мусульман выпускало «Известия ВЦБРМ». 30 июня 1917 года вместо «Известий ВЦБРМ» стали выходить «Известия Всероссийского мусульманского совета», которые возглавил председатель Всероссийского мусульманского совета Ахмет Цаликов.
Революционные события привели к изменениям в руководстве религиозных организаций — лояльные прежнему режиму лидеры отстранялись от руководящих должностей. В частности, в Русской православной церкви верующие и духовенство снимали архиереев-«распутинцев». Снятие лояльных царской власти религиозных лидеров имело место и в мусульманской среде. Вскоре после Февральской революции был смещён верующими и арестован муфтий Баязитов.
Февральская революция способствовала выделению национальных мусульманских духовных управлений. В мае 1917 года на I съезде горских народов Кавказа во Владикавказе было создано Кавказское духовное правление во главе с Нажмудином Гоцинским
При Временном правительстве имели место попытки со стороны верующих неправославных конфессий вернуть ранее изъятую у них в пользу Русской православной церкви религиозную собственность. Среди мусульман имел место один инцидент такого рода. В Казани местным населением был «свергнут» крест с башни Сююмбике и начались работы по его замене полумесяцем.
При Временном правительстве началось формирование воинских частей по религиозному признаку. В июне 1917 года была сформирована католическая часть (вскоре она стала корпусом). Этот опыт оказался неудачным: значительная часть подразделений I стрелковой польской дивизии была признана «ненадёжным элементом в боевой обстановке» (за переход к противнику военнослужащих и оставление ими боевых позиций) и отправлена на Кавказский фронт.
Однако было принято решение о создании мусульманских частей: воины-мусульмане должны были быть переведены в специальные части. Создание отдельных мусульманских частей было разрешено Временным правительством 18 сентября 1917 года, а 11 октября того же года датирован приказ начальника Генерального штаба о начале «мусульманизации» трёх запасных полков в Казани, Уфе и Симферополе. При этом военачальники были категорически против создания мусульманских частей. Временно исполняющий дела дежурного генерала при Штабе Верховного главнокомандующего полковник В. И. Моторный 16 октября 1917 года со ссылкой на неудачный опыт с польской дивизией сообщал в телеграмме генералу Владимиру Марушевскому:

Формирование частей лишь по религиозному признаку как показала практика на опыте формирования первой польской дивизии Юзфронте июне месяце сего года тире совершенно не даёт крепких частей двоеточие дивизия будучи на 100 процентов католической но состоящая не только из поляков и из других национальностей оказалась столь пёстрой по составу что из-за небоеспособности её пришлось расформировать точка Мусульмане не есть национальность а потому формирование такого рода частей желательно лишь постольку поскольку сохраняется идея единства национальности данной части
Произошедшая через полмесяца Октябрьская революция помешала реализации этих планов. Кроме того, после подавления корниловского мятежа 3 сентября 1917 года Керенский распорядился отправить «дикую дивизию» на Кавказ.
Ещё одним результатом межреволюционного периода стала ликвидация агентурной полицейской сети среди мусульманских активистов. Член Всероссийского мусульманского совета Исхаков работал в Особой комиссии при министре юстиции Временного правительства по обследованию деятельности бывшего Департамента полиции МВД и подведомственных ему учреждений. Исхаков составил список секретных сотрудников царской полиции, которые информировали её о мусульманском движении (одним из таких сотрудников оказался татарский журналист Каюм Гафуров) и передал его Цаликову.
В среднеазиатских протекторатах России Временное правительство стимулировало проведение реформ джадидов. Делалось это вопреки желаниям бухарского эмира и хивинского хана. 28 марта 1917 года Временное правительство поручило Министерству иностранных дел рекомендовать бухарскому эмиру огласить манифест о проведении реформ. Так как эмир колебался, то 3 апреля 1917 года принято решение: «предложить эмиру незамедлительно обнародовать манифест о реформах». Манифест был обнародован 7 апреля 1917 года, причём его текст был примерно выдержан в редакции российского резидента в Бухаре Александра Миллера. В Хивинском ханстве вскоре младохивинцы составили по бухарскому образцу аналогичный манифест, причём сделали это практически без вмешательства российских властей.

## Территория расселения мусульман в Российской империи и их численность
В состав Российской империи к началу XX века входили обширные территории со значительным мусульманским населением. По оценкам советского исламоведа Василия Бартольда, в Российской империи (включая Хивинское ханство и Бухарский эмират) к 1917 году проживали около 20 млн мусульман. Подавляющее большинство российских мусульман было суннитами. Лишь в Закавказье была многочисленная община шиитов, а в малонаселённых памирских районах компактно проживали исмаилиты. Небольшие группы мусульман также проживали в Сибири, на Дальнем Востоке и в городах Центральной России.
Все территории, где мусульмане составляли большинство населения, располагались на окраинах, присоединённых к России во второй половине XVIII—XIX веков, то есть находились под русской властью сравнительно недавно. Исключением были мусульманские местности Поволжья и Урала, где проживали татары и башкиры, предки которых вошли в состав России в XVI веке. Ислам исповедовали крымские татары, ряд народов Северного Кавказа, Средней Азии и Казахстана, нынешнего Азербайджана и отдельных местностей Грузии. Особенностью мусульманского сообщества был тот факт, что значительная часть российских мусульман жила на территории протекторатов Российской империи — в Хивинском ханстве и в Бухарском эмирате. В религиозную жизнь этих двух государств российские власти практически не вмешивались.
Большинство российских мусульман проживали на территории Средней Азии. По переписи 1897 года из 13906,9 тыс. мусульман Российской империи 6996,7 тыс. проживали в Средней Азии. В областях Средней Азии и Казахстана мусульмане в 1897 году абсолютно преобладали, составляя от 64,43 % населения (Акмолинская область) до 99,09 % населения (Ферганская область) области.
Второй по численности проживающих мусульман территорией Российской империи был Кавказ — в 1897 году там проживали 3206,2 тыс. мусульман. На Кавказе наиболее велика была доля мусульман в Дагестанской области, 94,69 % жителей которой в 1897 году исповедовали ислам.
Вне Средней Азии и Кавказа мусульмане преобладали только в Уфимской губернии(50,03 % населения в 1897 году). Более 10 % населения мусульмане в 1897 году составляли ещё в 5 губерниях Российской империи — Астраханской (30,60 %), Казанской (28,75 %), Оренбургской (22,66 %), Таврической (13,14 %) и Самарской (10,37 %).
Однако и за пределами мест традиционного проживания к 1917 году образовались мусульманские общины. Их появлению способствовали следующие факторы: призыв в армию (для татар и башкир), индустриализация и ссылка.
Татары и башкиры призывались в царскую армию и несли службу по всей империи. Этот фактор также способствовал большей интеграции татар и башкир в русское общество, так как мусульманские народы Кавказа, Средней Азии и Казахстана в армию не призывались. Часть военнослужащих-мусульман после окончания срока службы оседала в местах её прохождения. Так, например, появилась татарская мусульманская община в Великом княжестве Финляндском.
Индустриализация рубежа XIX — начала XX веков привела к миграциям мусульман в христианские районы Российской империи на заработки. Например, из Восточной Бухары в 1911 году в Россию выехали на заработки около 20 тысяч местных жителей. Мигранты образовывали мусульманские общины.

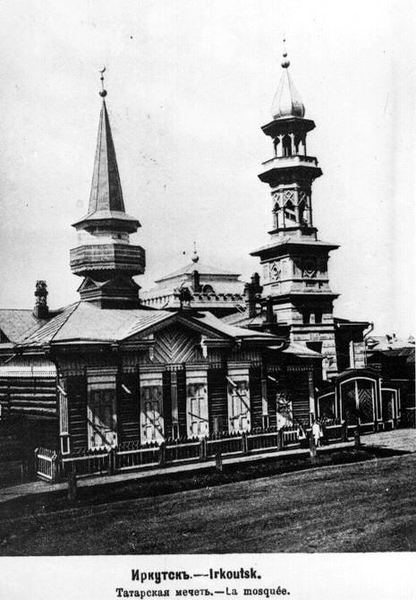
Мечеть в Иркутске — значительно восточнее Енисея

Восточной естественной границей распространения ислама традиционно был Енисей (предел Сибирского ханства). Конечно, отдельные мусульманские миссионеры (прежде всего купцы) издавна проникали в земли к востоку от Енисея, но это были единичные случаи. Сибирская ссылка привела к появлению мусульманских общин к востоку от Енисея. В Чите, к примеру, в 1908 году проживали 59 семей шиитов (преимущественно ссыльные из Закавказья). 5 января 1909 года в Чите был создан с разрешения властей шиитский приход (впрочем строительство мечети разрешено не было). При этом в Чите существовала тогда суннитская мечеть, а при ней с 1913 года действовала русско-татарская школа.
В 1915 году на число легально действовавших мусульманских общин на Дальнем Востоке было следующим:
- Забайкальская область — 3 общины;
- Амурская область — 2 общины;
- Приморская область — 2 общины;
- Сахалинская область — 1 община.

Столыпинская аграрная реформа также вызвала приток в немусульманские местности России татар-мусульман. В результате, в Сибири появился ряд мусульманских общин. Процесс переселения татар-мусульман в Сибирь был во второй половине XIX века, но со столыпинской реформой он резко усилился. Например, в Енисейской губернии за 1907—1910 годах появились 5 татарских селений, а за 1911—1912 годы там возникли уже 47 татарских селений. В 1905 году в Енисейске была достроена каменная мечеть, имевшая минарет высотой 28 метров.

### Мусульмане-иностранцы в Российской империи
На территории Российской империи проживали иностранцы, исповедовавшие ислам: сотрудники посольств мусульманских стран, торговцы, а также (в начале XX века) трудовые мигранты из сопредельных мусульманских стран. В конце XIX века численность иностранцев-мусульман в России была значительной — более 200 тысяч человек. В 1897 году в Российской империи находились следующие группы иностранцев: 121 тысяча турок, 74 тысячи персов и 8 тысяч выходцев из Бухары.

## Мусульманские духовные структуры и управление ими со стороны государства
Управление мусульманами и мусульманским духовенством в Российской империи к 1917 году существовало на двух уровнях: государственные структуры (состоявшие в значительной мере из чиновников-немусульман) и подчинённые им формально выборные структуры высшего мусульманского духовенства.
На первом уровне существовал Департамент духовных дел Министерства внутренних дел Российской империи. Он делился на 7 отделений. Мусульманским культом (а также ламаитским, иудейским (включая караимов и языческим исповеданиями) занималось 5-е отделение. Департамент был центральной структурой и не имел органов на местах. Все чиновники Департамента были православными, но в качестве внештатных экспертов могли привлекаться «иноверцы».
Вторым уровнем управления были собственно мусульманские выборные структуры — 4 духовных управления мусульман. Их руководство и члены управлений утверждалось Департаментом духовных дел. Эти структуры были территориальными. Согласно опубликованным в 1914 году данным 4 руководителя российских мусульман относились к духовным должностям Департамента в списке «лиц, служащих по ведомству Министерства внутренних дел» «по магометанскому закону»:
- Оренбургский муфтий (Уфа);
- Таврический муфтий;
- Таврический кадий-эскер (Симферополь);
- Закавказский шейх-уль-ислам.

Мусульмане Российской империи (кроме Таврической области, Кавказа и Средней Азии) находились в подчинении Оренбургского магометанского духовного собрания (ОМДС). Оно к 1912 году объединяло более 4 тысяч приходов (махалля) и 12 тысяч лиц духовного звания. Мусульмане Таврической губернии (Крыма) были подчинены Таврическому магометанскому духовному управлению.
Мусульмане Закавказья подчинялись с 1872 года шейх-уль-исламу (шииты) и муфтию (сунниты). Как шейх-уль-ислам, так и муфтий с 1872 года назначались императором и получали жалованье из государственного бюджета. Годовой оклад муфтия и шейх-уль-ислама соответствовал окладу полковника русской армии.
Практика выплаты жалованья высшим духовным руководителям мусульман существовала не только в Закавказье. Духовный руководитель мусульман Кабарды Народный эфенди надзирал за приходским духовенством и проверял знания сельских мулл. За свою службу Народный эфенди получал от царского правительства 350 рублей и по 50 копеек в год с каждого двора кабардинских селений и с балкарских обществ.
Кабардинские муллы (в официальных документах они назывались также эфенди) в XIX — начале XX века в большинстве своём не вели собственного хозяйства и жили за счёт собираемых с верующих денег и продуктов, а также за счёт фиксированного сбора верующих (обычно 1 рубль с каждого двора). То есть эфенди по сути стали духовенством, которое (как, например, православное) жило за счёт верующих. При этом в исламе отдельного сословия духовенства нет.
Существовал ряд нормативных актов, которые устанавливали строгий надзор властей за назначением мулл и требования к их аттестации. Впрочем, на местах их требования часто игнорировались. Например, в начале XX века большинство кабардинских сельских мулл по многу лет действовало по соглашению с верующими без утверждения сверху, хотя было власти указывали, что назначение и увольнение муллы должно утверждаться начальником округа.
В начале XX века среди мусульманских интеллектуалов была тенденция к образованию духовных управлений мусульман по национальному признаку. 26 июня 1905 года на Куяндинской ярмарке была составлена собравшая более 12 тыс. подписей Каркаралинская петиция, которая требовала создания для казахов Степного края отдельного выборного духовного управления мусульман.
В 1906 году Особое совещание представителей мусульман Терской и Кубанской областей выработало положение о создании самостоятельного духовного управления для мусульман Северного Кавказа. Однако власти на уступки не пошли — Северный Кавказ при царской власти (в отличие от Закавказья) не получил отдельного муфтията.
Вакфы находились в ведении Комиссии о вакуфах (в Симферополе), которая к 1917 году также зависела от Департамента духовных дел иностранных исповеданий.

## Мусульманское образование в Российской империи
В России существовала двойная система образования (мусульманская и русская). Это привело к разделению мусульманской интеллигенции. В частности, казахская интеллигенция делилась на две группы:
- Выпускники русских учебных заведений (гимназий, реальных училищ и университетов) были свободны от влияния исламских ценностей и тесно связаны с общероссийскими партиями и движениями;
- Выпускники мусульманских аульных школ и самоучки сочувствовали мусульманским реформаторам.

Численность первой группы мусульманской интеллигенции была невелика. Среди учащихся светских образовательных учреждений в начале XX века доля мусульман была намного ниже их удельного веса в населении Российской империи. В 1914 году из 147451 учащегося мужских гимназий Российской империи (только их выпускники имели право поступления во все вузы страны, включая университеты) ислам исповедовали только 1024 человека — менее 0,7 %. Немного выше доля мусульман была среди учащихся реальных училищ (их выпускники могли поступать во все вузы России кроме некоторых факультетов университетов). В 1914 году из 80800 учеников реальных училищ России 1294 человека были мусульманами, то есть 1,6 %.
Совсем мало мусульман обучалось в светских вузах Российской империи. По состоянию на 1 января 1914 года из 35695 студентов российских университетов только 192 человека были мусульманами — 0,5 %. Из 9704 студентов высших технических учебных заведений России (по состоянию на 1 января 1914 года) мусульманами были 36 человек или 0,4 %.
Намного большей, чем выпускников светских учебных заведений, была численность второй группы мусульманской интеллигенции — выпускников мусульманских учебных заведений и самоучек. Этому способствовало то обстоятельство, что система мусульманского религиозного образования на территории Российской империи была очень развита — действовало множество мектебов и медресе. Особенно много исламских образовательных учреждений было в Средней Азии. На 1 января 1914 года в Российской империи было 9723 мектеба и 1064 медресе. К ним следует добавить медресе и мектебы в протекторатах России — Хивинском ханстве и БУхарском эмирате. Некоторые тамошние исламские образовательные учреждения до начала XX века считались центрами классического мусульманского образования. К концу XIX века в Хивинском ханстве было 132 медресе, в Бухарском эмирате — 336 медресе.
В мектебах обучались не только мальчики, но и девочки. Например, в мектебах Уфимской губернии в 1912/13 учебном году обучалась 91 тысяча учеников (шакирдов), из которых 18 тысяч были женского пола. Историк Айслу Юнусова отметила, что в последнее десятилетие досоветского периода мусульманки Уфимской губернии (особенно горожанки) имели практически равный с мужчинами доступ к образованию.
Власти Российской империи следили за подготовкой мусульманского духовенства и устанавливали государственные требования к уровню образования будущих мулл. Согласно императорскому указу с 11 октября 1890 года лицо, желающее стать муллой, должно было быть не моложе 21 года и сдать обязательный письменно-устный экзамен на знание русского языка. 10 июля 1892 года вступил в силу циркуляр Министерства народного просвещения, который разрешал использовать в мектебах только отпечатанную и утвержденную цензурой учебную литературу. 23 марта 1894 года в Министерстве была принята татарская делегация, после чего этот циркуляр был отменен. Тем не менее, надзор за мектебами и медресе сохранялся. В январе 1911 года власти закрыли новометодное медресе «Буби» (там религиозные дисциплины занимали всего 16 % учебного времени). Попытки русификации имели место и позднее. В 1913—1914 годах в Дагестане было восстание против попытки перевода делопроизводства с арабского на русский язык.
С конца XIX века по 1913 год число примечетных школ в мусульманских местностях России значительно возросло. Только на территории дореволюционной Кабарды по данным официальной статистики количество примечетных школ (без учёта домашних коранических классов) за период с 1873 по 1909 годы увеличилось с 42 до 105 единиц, то есть более, чем вдвое. В начале XX века в мусульманском образовании Российской империи существовали медресе, в которых обучали естественным и точным наукам. Так, в балкарском селении Гунделен в 1908—1913 годах работала новометодная школа под руководством дагестанца Али Каяева.
Уровень грамотности среди мусульманских народов Российской империи был намного ниже, чем среди русских. Наиболее образованными были татары, за ними шли горские народы, а самые низкие показатели были у жителей Средней Азии. Согласно переписи населения 1897 года грамотными на родном языке были 13,4 % татар, 5,6 % кавказских горцев и только 3,0 % представителей среднеазиатских народов. Для сравнения, по той же переписи грамотными являлись 27,0 % русских. Таким образом даже у наиболее образованного мусульманского этноса России (волжских татар) уровень грамотности был вдвое ниже, чем у русского населения.
Ещё ниже была доля представителей мусульманских народов, которые были грамотны по-русски. Впрочем и здесь была та же последовательность: наибольшей доля грамотных по-русски была у татар, а наименьшей у среднеазиатских народов. Согласно переписи 1897 года грамотными по-русски были 2,9 % татар, 1,4 % кавказских горцев и 0,4 % представителей среднеазиатских народов.

## Мусульманская периодическая печать
В дореволюционной России существовала развитая мусульманская периодическая печать. В истории дореволюционной мусульманской периодике было два периода — 1880-е — 1904 годы и 1905—1917 годы. В первый период в царской России издание газет и журналов разрешалось на языках мусульманских народов, кроме татарского. Первой мусульманской газетой в России стал «Терджиман» («Переводчик»), который выходил с 1883 по 1918 годы. В начале XX века «Терджиман» стал старейшей мусульманской газетой в мире.
Помимо «Терджиман» к 1905 году в России выходила газета на азербайджанском языке «Шаркый Рус» («Русский Восток»). Легальной периодики на татарском языке до 1905 года в России не было — власти отклоняли все просьбы о разрешении выпуска татарских газет. До 1905 года на татарском языке выпускались календари, альманахи, а также нелегальные газеты. Революция 1905—1907 годов привела к возникновению легальной периодики на татарском языке. Первая официально разрешённая газета на татарском языке «Нур» («Свет») начала выходить только в сентябре 1905 года в Санкт-Петербурге. В 1905—1917 годах в легальной мусульманской периодике России стали доминировать издания на татарском и азербайджанском языках как по количеству наименований, так и по тиражам.
С сентября 1905 года по февраль 1917 года на территории России издавались 76 периодических изданий на татарском языке. На других языках мусульманских народов в России в этот период выходило намного меньше периодических изданий. С 1880-х до февраля 1917 года на территории России легально выходили на азербайджанском языке — 64 издания, на узбекском — 14, на казахском — 9 и на крымскотатарском — 7. Читательская аудитория у дореволюционных мусульманских периодических изданий была небольшой — узкий круг образованных интеллектуалов. Тиражи мусульманских периодических изданий были невелики — 1 — 2 тыс. экз., редко 4 — 5 тыс. экз.. Наибольшие тиражи имели татарские ежедневные умеренно-либеральные газеты «Вакыт» и «Юлдуз». В 1917 году на территории России выходили 63 мусульманских журнала и газеты.
Особенностью татарской дореволюционной периодики было очень небольшое число чисто религиозных изданий. С 1905 по 1917 годы выходили лишь 5 чисто религиозных периодических изданий на татарском языке:
- «Ад-Дин ва адаб» (частный журнал). Выходил с перерывами в 1906—1917 годах. Всего вышли 122 номера;
- «Дин ва Магыйшат» (частный журнал). Выходил в 1906—1918 годах. Все было выпущено 555 номеров;
- «Маглумат» (журнал Оренбургского магометанского духовного собрания). Выходил в 1908—1911 годах и в 1916—1917 годах. Всего было выпущено 95 номеров;
- «Магариф» (частный журнал). Выходил в 1909—1910 годах. Всего было выпущено 14 номеров;
- «Маглумат-и джадиди» (журнал Оренбургского магометанского духовного собрания). Выходил в 1911—1912 годах. Всего было выпущено 16 номеров.

Историк Д. Усманова отмечала, что религиозные вопросы освещались в «светских» татарских изданиях. Более того, некоторые «светские» татарские издания издавали или редактировали мусульманские духовные лица или люди, связанные с мусульманскими религиозными институтами. Все дореволюционные татарские педагогические издания (у российских мусульман не было до революции светской национальной школы) не разделяли проблемы образования на светские и чисто конфессиональные.
Были мусульманские издания на русском языке. С 1912 году в Санкт-Петербурге выходила «Мусульманская газета» на русском языке.

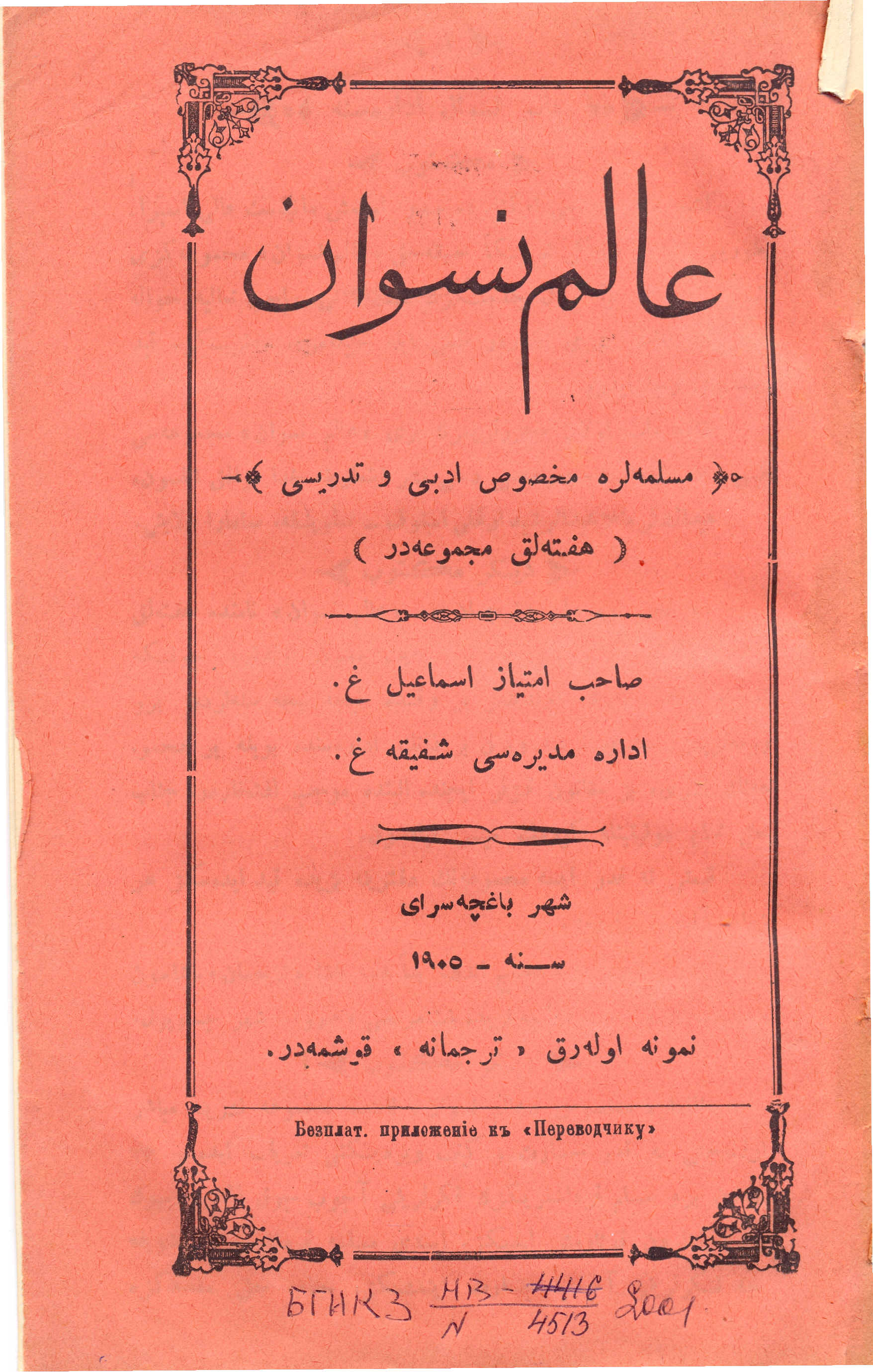
Номер «Алем-и нисван»

Женская печать была представлена «Алем-и нисван» («Женский мир»), первым в мире женским мусульманским журналом, выходившим в 1906—1912 года в качестве приложения к «Терджиман».

## Мусульманское книгоиздание в Российской империи

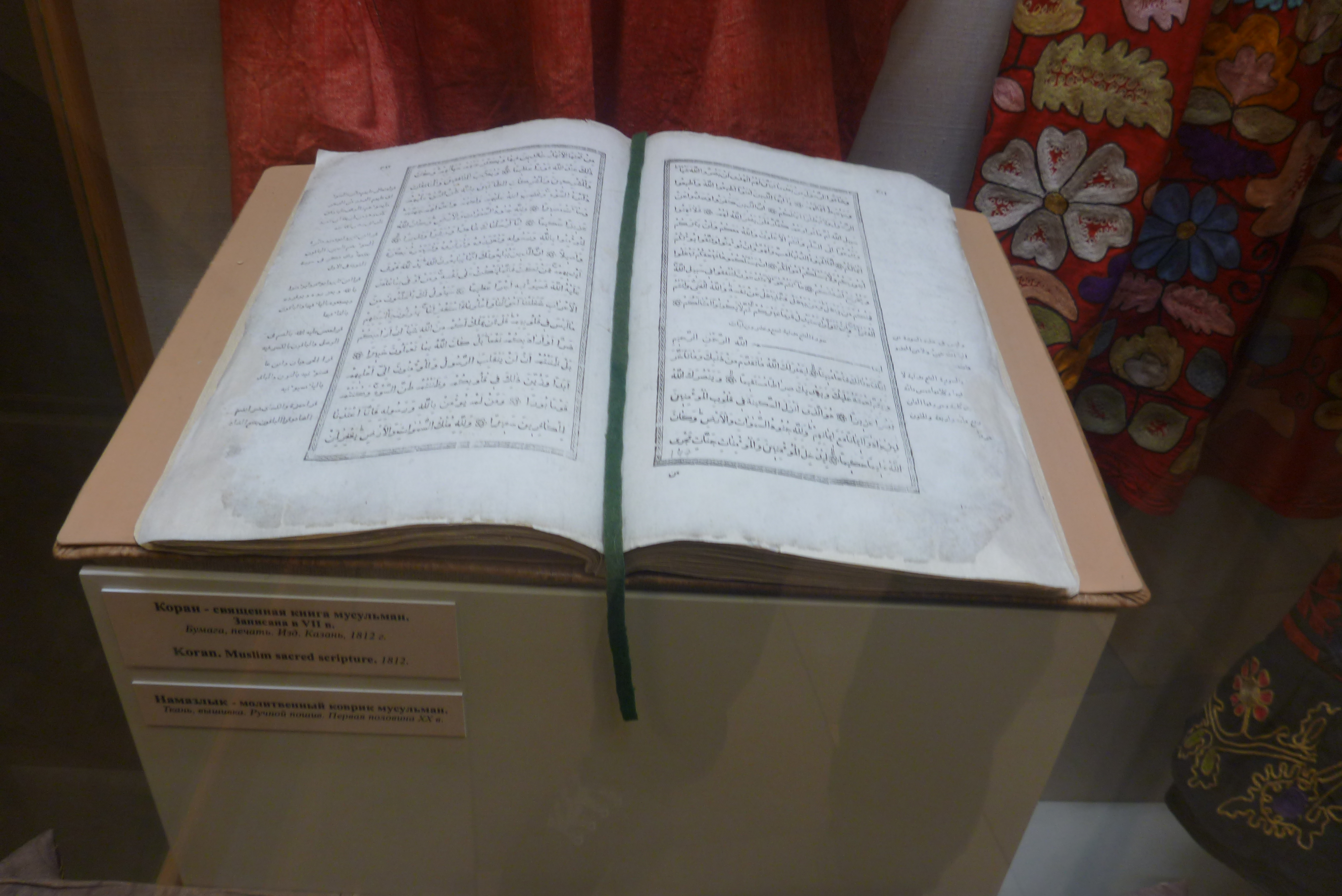
Напечатанный в Казани в 1812 году Коран. Экспозиция Музея истории и археологии Урала

Мусульманское книгоиздание в России в начале XX века активно развивалось. В 1901—1917 годах в России было издано около 47 млн экземпляров мусульманской религиозной литературы. Основная масса мусульманских книг была издана в Центральной России.

## Мусульманские библиотеки в Российской империи
В России действовали мусульманские библиотеки. Например, в 1901 году при Оренбургском магометанском духовном собрании была открыта Восточная библиотека.

## Конфликты христиан и мусульман в Российской империи к 1917 году
В Российской империи существовали две территории, где между мусульманами и христианами имели место конфликты из-за земли. Первой территорией был Восточный Кавказ (современные Ингушетия, Дагестан и Чечня). Там у местных горцев были изъяты в XIX веке земли и переданы казакам. Горцы эти земли арендовали у казаков за плату. Второй конфликтной территорией стали степи современных Казахстана и Киргизии. Туда в начале XX века устремился поток христиан-переселенцев в рамках Столыпинской аграрной реформы. Это также привело к конфликтами с местными мусульманами, которые считали, что христиане занимают их земли.
В Закавказье имел место конфликт между армянами-христианами и азербайджанцами. В 1905—1906 годах в Закавказье произошла армяно-татарская резня.

### Северный Кавказ
Много русских в XIX веке поселилось на территории Северного Кавказа. В Западном Кавказе русские преобладали численно. Сложнее было на территории Восточного Кавказа. Там русских (точнее русскоязычных православных) было примерно столько же, сколько и местных горцев-мусульман. К февраля 1917 года из 1,3 млн жителей Терской области 290 тысяч были русскими, а 250 тысяч — терскими казаками. Причем в Терской области в начале XX века существовало напряжённое противостояние между горцами-мусульманами (чеченцами и ингушами) и православными казаками. Дело в том, что значительная часть горских земель была изъята и передана казачеству. Горцы были вынуждены в силу малоземелья арендовать за деньги у казаков земли своих предков. Так чеченские и ингушские сельские общества платили за аренду земли казакам более 450 тысяч рублей в год. Это усиливало недовольство горцев.

### Закавказье

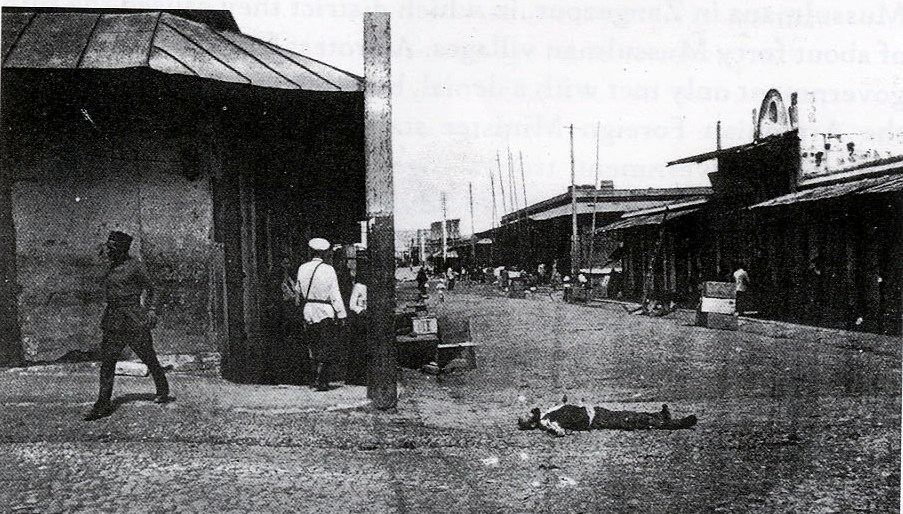
Труп убитого азербайджанца на улицах Баку. 7 октября 1905 года

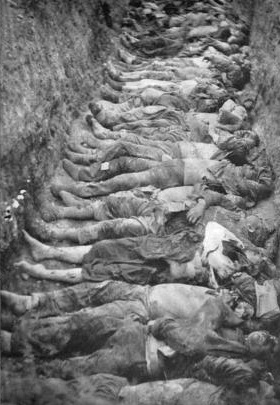
Братская могила убитых армян в Нахичевани

В Закавказье имел место конфликт между армянами-христианами и азербайджанцами-мусульманами. В 1905—1906 годах в Закавказье произошла резня, в ходе которой погибли тысячи людей с обеих сторон.

### Казахстан
Следствием Столыпинской аграрной реформы стал приток православных крестьян на мусульманские земли Казахстана и Киргизии. Это привело к снижению доли мусульман среди населения Казахстана, которые в некоторых местах из большинства стали меньшинством. В период 1897—1917 годов численность русских на территории Казахстана увеличилась с 505 тыс. чел. до 1281 тыс. чел.. В результате активного переселения русскоязычного населения в некоторых уездах казахи-мусульмане стали национальным меньшинством. Например, в Кустанайском уезде в 1923 году казахи составляли 37,4 % населения, хотя в 1897 году они там абсолютно преобладали.

## Движение за обновление российского ислама(конец XIX — начало XX веков)
В конце XIX — начале XX веков имели место попытки обновления российского ислама, его реформирования, модернизации жизни мусульман. Инициаторами таких попыток были российские власти, которые стремились интегрировать в состав Российской империи мусульман недавно присоединенных территорий — Средней Азии, Казахстана, Кавказа. На мусульман стали распространять общеимперские законы, ограничивать их самоуправление, компетенцию мусульманских судов. Кроме того, за реформы выступали также мусульманские интеллектуалы, получившие российское образование. В России с конца XIX века появилось и активно действовало движение джадидов, которые выступали за реформы в исламе и сами их проводили (например, создавая новометодные школы).

### Российская бюрократия как реформатор мусульманского общества
Российские власти во второй половине XIX — начале XX веков предприняли ряд мер по вмешательству в мусульманские обычаи. В частности, российские чиновники проводили на территории Казахстана эмансипацию местных женщин, что соотносилось с требованиями джадидов. «Временное положение об управлении в Уральской, Тургайской, Акмолинской и Семипалатинской областях» 1868 года впервые законодательно ввело право казахских женщин на обращение за защитой к российским властям. Параграф 162 этого «Временного положения» предусматривал разрешение брачно-семейных споров судами биев на основе «народных обычаев». Вместе с тем параграф 163 «Временного положения» разрешал стороне в судебном споре подать при несогласии с решением суда бия жалобу в суд уездного начальника, а особо важных случаях — в суд военного губернатора области. Так суды биев, решавшие семейные споры на основе местных обычаев, стали низшей инстанцией российской судебной системы. Это привело к расширению прав женщин.
Во исполнение «Временного положения» съезды биев в конце XIX — начале XX веков повысили брачный возраст для женщин, предоставили им право давать согласие на вступление в брак и гарантировали имущественные права вдовам. Степное положение 1891 года формально лишило российские пограничные власти права вмешиваться в брачно-семейные отношения казахов. Однако русская администрация продолжала (на этот раз уже вопреки закону) проводить судебные разбирательства по жалобам казахских женщин, которые протестовали против жестокости мужей и были не согласны с решением народных судов.

### Русификация мусульманского общества
Российскими чиновниками и учеными в XIX — начале XX веков разрабатывались и частично реализовывались идеи по русификации мусульман, отрыву их от иностранного (прежде всего турецкого) духовного влияния. Важную роль играли переход официального делопроизводства в мусульманских местностях на русский язык, а также обучение мусульман в русских учебных заведениях.
Уровень русификации существенно колебался в зависимости от региона. Например, Западный Кавказ был более русифицирован, чем Восточный Кавказ. Это было связано в том числе с меньшим мусульманским населением Западного Кавказа (после черкесского мухаджирства). Так, в дореволюционной Кабардино-Балкарии (Западный Кавказ) языком официального делопроизводства был русский, тогда как в дореволюционном Дагестане официальное делопроизводство велось на арабском языке и на тюрки.

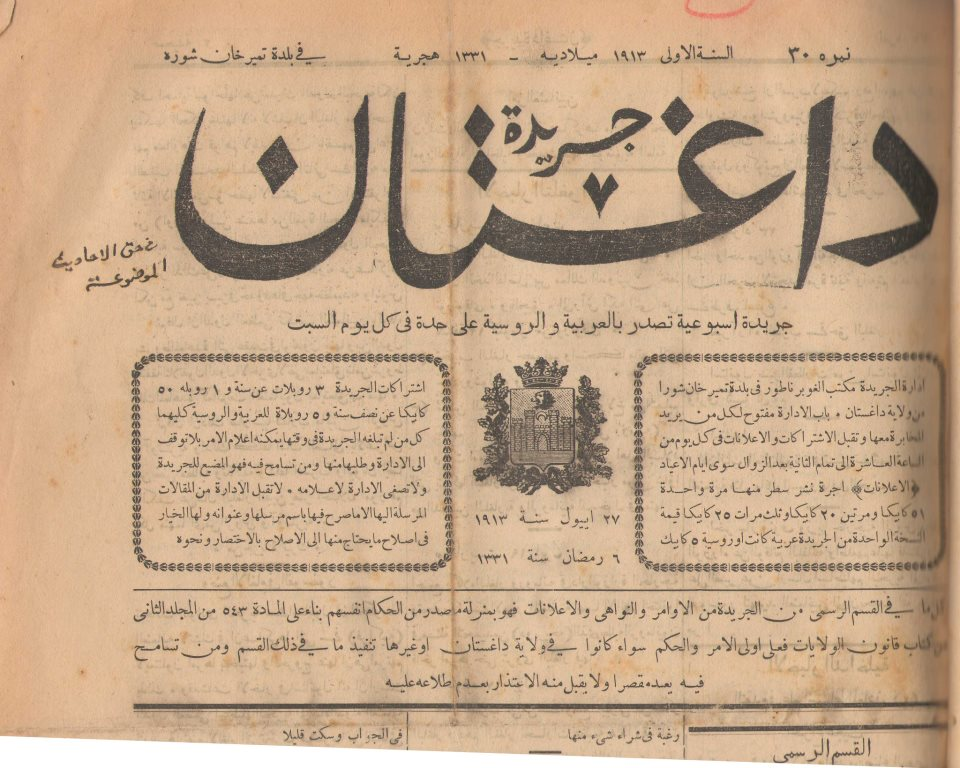
Официальный орган русского правительства в Дагестане газета «Джаридат Дагистан» вынужденно издавалась на арабском языке, поскольку русский язык в Дагестане было малораспространён.

Российские власти принудительно перевели делопроизводство в Дагестане с арабского на русский язык. В 1913—1914 годах в Дагестане прошли вооружённые выступления против русификации делопроизводства, причем некоторые русские писари (например, в Гунибском и Аварском округах) были убиты. 6 (19) марта 1914 года военный губернатор Дагестанской области Сигизмунд Вольский объявил, что в сельских обществах области все делопроизводство будут вести русские писари на русском языке, так как арабское делопроизводство устарело и способствует произволу сельских должностных лиц. Через несколько дней у столицы области — Темир-Хан-Шуры — собралось около 6 тысяч вооружённых горцев, которые требовали убрать русских писарей из аулов. Повстанцев разогнали и уже при преемнике Вольского — Георгии Дадешкелиани — в 77 из 168 сельских обществах Дагестана существовало русское делопроизводство.
За русификацию выступали также представители части интеллигенции. В частности, существовали и реализовывались в начале XX века проекты русификации Восточного Кавказа. Так, 10 (23) октября 1912 года профессор Павел Ковалевский прочитал лекцию «Зелимхан и Кавказ», по итогам которой выдвинул следующие предложения:

… насадить в Чечне русские школы с русским духом и озаботиться устройством профессиональных школ… Принять все меры к тщательному надзору в Чечне и Дагестане за муллами, которые, пользуясь отсутствием этого надзора, несомненно ведут вредную политическую пропаганду в мечетях
В XIX веке на противомусульманском отделении Казанской духовной академией разрабатывали проект перевода письменности мусульманских народов России на кириллицу, осуществленные в 1920-х — 1930-х годах. Николай Остроумов (сторонник борьбы с исламом) предложил не только обязательно учить туземцев Туркестанского края русскому языку как «первому естественному орудию сближения двух разноплеменных народов», но и перевести с целью борьбы с исламским влиянием языки инородцев на кириллицу:

Русский алфавит представляется, с одной стороны, хорошим средством к усвоению инородцами русского языка и русского образования, а где-то к объединению инородцев с русским народом, а с другой стороны, он дал бы русской администрации края возможность охранить кочевое население от татарского или вообще от мусульманского влияния

### Джадидизм: попытки обновления ислама снизу
С конца XIX века среди российского мусульманского духовенства появляется движение джадидов, которые стремились реформировать ислам. Джадидизм охватил в начале XX века все мусульманские местности России, включая вассальные Хиву и Бухару. Джадиды создавали мусульманские школы, в которых преподавались также светские предметы, выступали за обучение на национальных языках, за равноправие женщин. Против джадидов были улемы-консерваторы, опиравшиеся на поддержку состоятельных слоев общества. Консервативное мусульманское духовенство в начале XX века находилось в зависимости от российского правительства и активно противодействовало мусульманскому движению. В свою очередь мусульманские реформаторы активно критиковали официальное духовенство. Так в 1905 году бахчисарайская газета «Терджиман» писала, что муфтии и их окружение:

хлопочут об интересах касты.., думая, что народ все ещё остается и должен оставаться быдлом и дойной коровой. Некоторые чалмоносцы, забыв, что они только пастыри, лезут в роль плохого урядника

## Исламоведение в Российской империи
В Российской империи исламоведение развивалось в тесной связи с миссионерством — ислам изучали для обращения иноверцев в православие. Крупным центром российского востоковедения стала Казань, где оно развивалось в Казанском университете, Казанской духовной академия, Первой Казанской гимназии и Татарской учительской школе. После реорганизации 1854 года в Казанской духовной академии были созданы отделения: противораскольничье, противомусульманское и противобуддистское. Противомусульманское отделение включало кафедры татарского языка и этнографии, арабского языка, истории и обличения «мухаммеданства».
С 1912 года стал выпускаться Казанской духовной академией (под редакцией академика В. В. Бартольда) «Мир ислама» — первый специализированный российский исламоведческий журнал. Журнал распространялся бесплатно, но вскоре сменилась редколлегия, а в 1914 году издание перестало выходить из-за недостатка средств.
Казанский исламовед Гордий Саблуков стал автором первого перевода на русский язык Корана, осуществленного с арабского текста. Перешедший в протестантизм Александр Казембек принимал участие в переводе христианской религиозной литературы на татарский язык
На противомусульманском отделении Казанской духовной академии был разработан проект перевода языков мусульманских народов России на кириллицу, осуществленный уже в советский период.